# Incidentul Trent
Incidentul Trent a fost incident diplomatic din 1861 în timpul Războiului Civil American care a creat condițiile pentru izbucnirea unui potențial război dintre Statele Unite și Regatul Unit. U.S. Navy a capturat ilegal doi diplomați confederați aflați la bordul unei corăbii britanice. Regatul Unit a protestat cu vigoare, iar SUA a pus capăt incidentului prin eliberarea diplomaților. 
Pe 8 noiembrie 1861, echipajul San Jacinto, comandat de căpitanul unionist Charles Wilkes⁠(d), a interceptat vasul poștal RMS Trent și a capturat doi diplomați confederați, invocând acuzația de contrabandă pe timp de război: James Murray Mason⁠(d) și John Slidell⁠(d). Cei doi ambasadori itineranți fuseseră trimiși în Regatul Unit și Franța pentru a negocia recunoașterea diplomatică a Confederației și pentru a căuta să obțină sprijin financiar și militar. 
Opinia publică din Uniune (din Nord) a sărbătorit arestarea celor doi și s-a unit împotriva Regatului Unit, amenințându-i pe britanici cu războiul. În rândul populației Statelor Confederate, se nutrea speranța că incidentul avea să ducă la o ruptură permanentă în relațiile anglo-americane, poate chiar la război, sau cel puțin la recunoașterea diplomatică a Confederației de către guvernul britanic. Confederații și-au dat seama că independența ar putea depinde de intervenția Marii Britanii și Franței. În Regatul Unit, opinia publică a dezaprobat această violare a neutralității, iar acțiunea americană a fost considerată o insultă la adresa onoarei naționale britanice. Guvernul britanic a pretins prezentarea de scuze și eliberarea prizonierilor. În același timp, a luat măsuri pentru întărirea forțelor sale militare din Canada și din Oceanul Atlantic.
Președintele Abraham Lincoln și consilierii săi nu au dorit să riște un conflict armat cu Regatul Unit pentru un motiv minor. După câteva săptămâni tensionate, criza a fost rezolvată după ce administrația Lincoln i-a eliberat pe ambasadorii confederați și a dezavuat acțiunile căpitanului Wilkes, dar fără să prezinte în mod oficial scuze. Mason și Slidell și-au continuat călătoria în Regatul Unit, dar au eșuat în încercarea lor de obținerea a recunoașterii diplomatice a Confederației. 

## Cadrul istoric
Relațiile anglo-americane au fost de multe ori tensionate până aproape de izbucnirea războiului atunci când britanicii au fost pe punctul să sprijine Confederația în prima parte a Războiul Civil American. Liderii britanici au fost deranjați constant între deceniile al cincilea și al șaptelea al secolului al XIX-lea de ceea ce au considerat că ar fi fost folosirea gloatelor pentru obținerea unor avantaje politice, așa cum a fost cazul în disputa de frontieră din teritoriul Oregon din 1844 până în 1846. Cu toate acestea, opinia publică a reprezentanților clasei de mijloc era în favoarea apărării unei „relații speciale” între cele două națiuni, bazată pe limbă, migrație, protestantismul evanghelic, tradițiile liberale și comerțul exterior intens. 
În timpul incidentului, Londra a stabilit limitele, iar Washingtonul a fost nevoit să le respecte.
Politicienii confederați, în frunte cu președintele Jefferson Davis, au crezut încă de la început că dependența europenilor de bumbacul importat din America pentru industria textilă va duce la recunoașterea diplomatică și la intervenția în conflict, sau măcar la încercările de mediere a păcii. Istoricul Charles Hubbard a scris:
„Davis a lăsat politica externă altora din guvern și, în loc să dezvolte un efort diplomatic agresiv, a avut tendința să aștepte ca evenimentele să rezolve obiectivele diplomatice. Noul președinte era devotat ideii că bumbacul va asigura recunoașterea și legitimitatea de către puterile europene. Una dintre speranțele cele mai puternice ale Confederației în acele timpuri a fost convingerea că britanicii, temându-se de impactul devastator asupra fabricilor lor de textile, vor recunoaște Statele Confederate și vor sparge blocada Uniunii. Oamenii pe care Davis i-a selectat ca secretar de stat și ambasadori în Europa au fost aleși pentru motive politice și personale – nu pentru potențialul lor diplomatic. Acest fapt a fost datorat, cel puțin în parte, convingerii că bumbacul poate duce la bun sfârșit obiectivele confederate cu puțin ajutor din partea diplomaților confederați.”

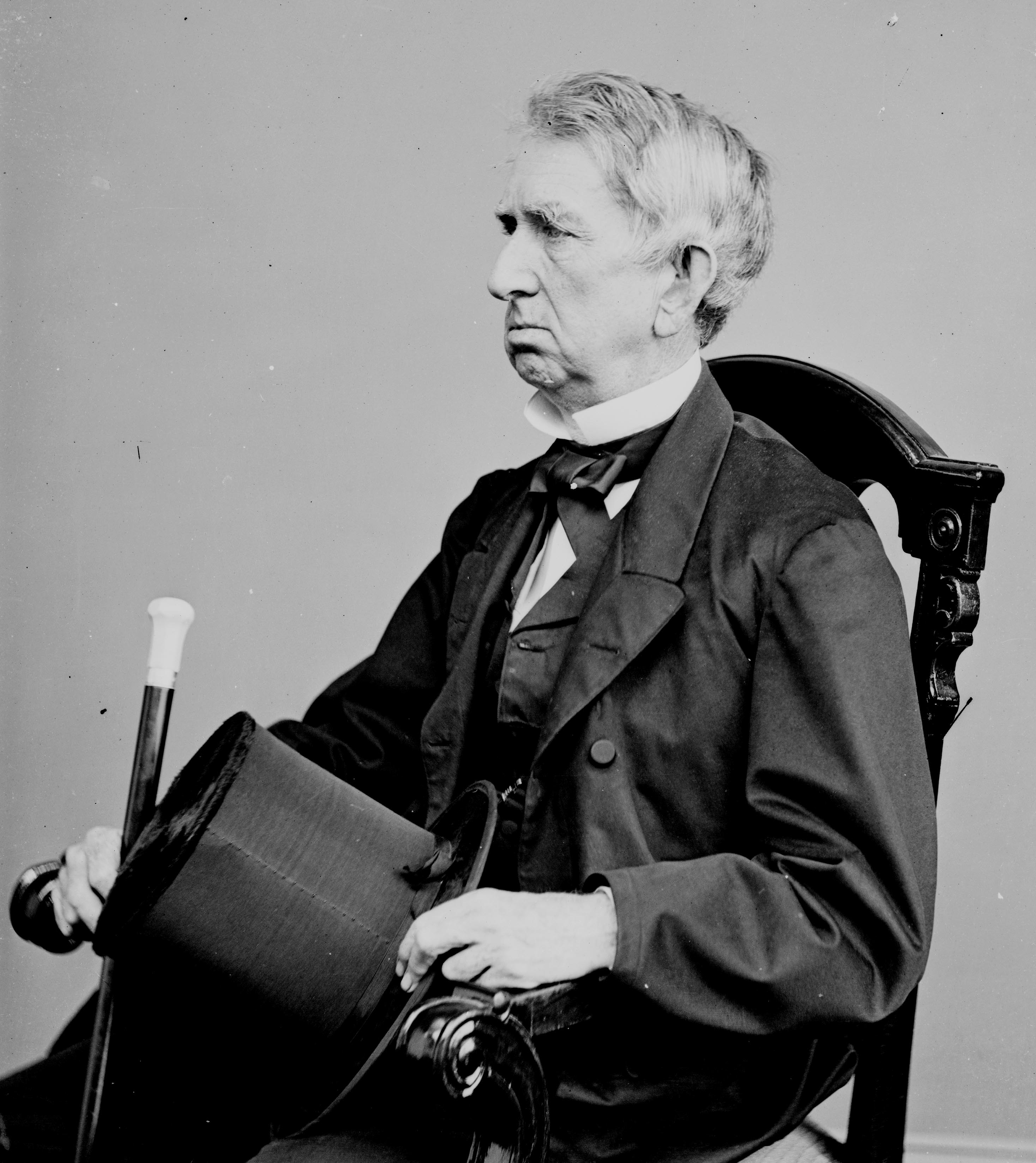
William H. Seward (1801–1872) (c. 1860–1865)

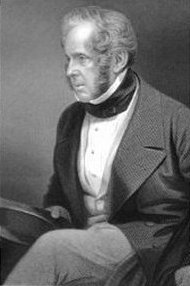
Henry Temple, viconte Palmerston (1784–1865)

Principala preocupare a Uniunii în afacerile externe a fost complet diferită: să prevină recunoașterea de către britanici a Confederației. În ciuda unui incident de frontieră relativ minor în Pacificul de nord-vest, relațiile anglo-americane s-au îmbunătățit constant de la jumătatea secolului al XIX-lea. Problemele disputei de frontieră din teritoriul Oregon, implicarea britanică în Texas și disputa de frontieră dintre americani și canadieni au fost rezolvate în deceniul al cincilea. Secretarul de Stat William H. Seward, principalul arhitect al politicii externe americane din timpul războiului, dorea să păstreze principiile politice care serviseră intereselor țării încă din timpul Revoluției Americane: neintervenția SUA în afacerile altor state și rezistența la intervenția străină în afacerile Statelor Unite și a altor țări din Emisfera vestică.
Prim-ministrul britanic Lord Palmerston a promovat politica de neutralitate. Preocupările politicii sale internaționale vizau Europa, unde îi ridicau probleme atât ambițiile lui Napoleon al III-lea, cât și politica îndrăzneață a lui Bismarck. În timpul Războiului Civil, reacțiile britanice la evenimentele din America fuseseră modelate de abordările politice tradiționale și de interesele lor naționale, atât cele strategice, cât și cele economice. În emisfera occidentală, odată cu îmbunătățirea relațiilor cu SUA, Regatul Unit s-a ferit să intre în conflict cu acestea pe marginea problemelor din America Centrală. 
Dat fiind statutul ei de mare putere navală, Londra avea o tradiție îndelungată în a insista ca țările neutre să respecte blocadele navale impuse de ea împotriva statelor ostile. Încă din primele zile ale războiului, această abordare avea să îi facă pe britanici să se abțină să întreprindă vreo acțiune care ar fi putut fi considerată la Washington o încălcare a blocadei impusă de Uniune. Din punctul de vedere al sudiștilor, politica britanică echivala cu un sprijin de facto al blocadei Uniunii și era sursă de mare nemulțumire.
Ambasadorul Rusiei la Washington, Eduard de Stoeckl⁠(d), nota: „Guvernul de la Londra urmărește cu atenție disensiunile interne ale Uniunii și așteaptă rezultatul cu o nerăbdare pe care o maschează cu greutate”. De Stoeckl și-a informat guvernul că britanicii aveau să recunoască Statele Confederate cu prima ocazie. Cassius Clay⁠(d), ambasadorul SUA în Rusia, declara: „am văzut dintr-o privire care erau sentimentele Angliei. Ei sperau să ne ruinăm! Ei sunt invidioși pe puterea noastră. Nu le pasă nici de Sud, nici de Nord. Le urăsc pe amândouă.”
La începutul Războiului Civil, ambasadorul american la Curtea regală britanică era Charles Francis Adams⁠(d). El a afirmat cu putere că Washingtonul consideră războiul o rebeliune internă care nu conferă Confederației niciun drept în conformitate cu prevederile dreptului internațional. Orice încercare a britanicilor de recunoaștere oficială a Confederației ar fi fost considerată un act neamical la adresa SUA. Instrucțiunile trimise de Seward către Adams includea și aceea de a sugera britanicilor în cel mai direct mod cu putință că un stat cu posesiuni pe întregul glob și cu o patrie care includea Scoția și Irlanda, ar trebui să fie foarte precaut în a „stabili un precedent periculos”.
Lord Lyons⁠(d), un diplomat experimentat, era ambasadorul britanic în SUA. El a avertizat guvernul de la Londra cu privire la Seward:
„Trebuie să recunosc că mă tem că el va fi un ministru de externe periculos. Viziunea lui cu privire la relațiile dintre Statele Unite și Marea Britanie a fost întotdeauna aceea că ele sunt un material bun de produs capital politic... Nu cred că domnul Seward va lua în considerație chiar să ne declare război, dar va fi dispus cu siguranță să joace vechiul joc în care caută să obțină popularitate aici [în SUA] prin manifestări belicoase la adresa noastră.”
În ciuda neîncrederii în Seward, de-a lungul anuli 1861, Lyons a continuat aplicarea unei diplomații „calme și măsurate”, care a contribuit la rezolvarea pașnică a crizei Trent.

## Chestiunea recunoașterii diplomatice (februarie–august 1861)

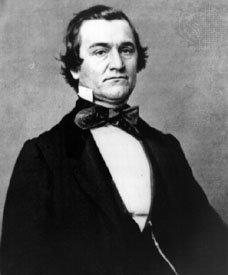
William Lowndes Yancey (1814–1863)

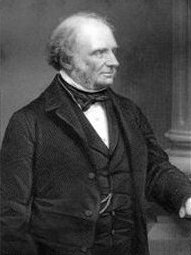
John Russell (1792–1878)

Incidentul Trent a devenit o criză majoră până sfârșitul lunii noiembrie 1861. Primul element într-o serie de evenimente a apărut în februarie 1861, când Confederația a creat o delegație formată din trei persoane care trebuia să viziteze Europa — William Lowndes Yancey⁠(d), Pierre Rost⁠(d) și Ambrose Dudley Mann⁠(d). Instrucțiunile pe care le primiseră membrii delegației din partea secretarului de stat al Confederației Robert Toombs⁠(d) erau de a explica în Europa natura și obiectivele Statelor Confederate, de a stabili relații diplomatice și de „a negocia tratate de prietenie, comerț și navigație”. Instrucțiunile lui Toombs includeau o argumentație bogată pe marginea drepturilor statelor și a dreptului lor de secesiune. Datorită faptului că demersul sudiștilor se baza pe o dublă abordare – a comerțului cu bumbac și a argumentațiilor legale – numeroase probleme sensibile nu au fost incluse în instrucțiunile pentru ambasadori, așa cum erau blocada porturilor sudiste, pirateria, comerțul cu Nordul, sclavia și blocada neoficială impusă de sudiști exportatorilor de bumbac.
Atât juriștii britanici, dar și cei de pe continent, considerau că divizarea SUA este inevitabilă. Făcând o paralelă cu încercarea lor eșuată de a păstra coloniile americane în cadrul Imperiului cu forța armelor, britanicii considerau că împotrivirea unioniștilor la secesiune este nerealistă, dar ei apreciau și că lupta Uniunii este o opțiune pe care nu trebuie să o comenteze. Britanicii considerau că, de vreme ce rezultatul războiului era previzibil, orice acțiune întreprinsă de ei pentru încurajarea încetării luptelor era de fapt un act umanitar. Lyons a primit instrucțiuni de la Russell să se folosească de poziția sa sau a oricărei alte părți interesate și care ar fi putut ajuta la încheierea păcii.
Împuterniciții Confederației au avut o întâlnire neoficială cu ministrul de externe Lord Russell pe 3 mai. Deși veștile despre bătălia de la Fort Sumter ajunseseră deja la Londra, implicațiile directe ale unui război deschis nu au fost discutate în timpul misiunii. În schimb, agenții diplomatici au subliniat dorința de pace a noii lor națiuni și legalitatea secesiunii ca remediu la violarea drepturilor statelor din Sud de către cele din Nord. Discuțiile au fost încheiate cu cel mai important argument al sudiștilor: importanța bumbacului pentru industria europeană. Problema sclaviei a fost discutată doar atunci când Russell l-a întrebat pe Yancey dacă comerțul transatlantic cu sclavi va fi reluat de Confederație. (Yancey sprijinise această poziție în perioada dinaintea misiunii diplomatice). Yancey a răspuns că reluarea comerțului cu sclavi nu era un punct pe agenda de lucru a politicienilor Confederației. Russell nu și-a luat niciun angajament, promițând doar că va prezenta problemele într-o ședință cu toți membrii guvernului.
Între timp, britanicii încercau să stabilească ce poziție oficială ar trebui să adopte în caz de război. Pe 13 mai 1861, la recomandarea lui Russell, regina Victoria a semnat o declarație de neutralitate, care a servit ca recunoaștere a statutului de beligeranță a Sudului – un statut care asigura corăbiilor Confederației aceleași drepturi și obligații în porturile străine ca și cele asigurate vaselor SUA. Vasele Confederației puteau să obțină combustibil, provizii și puteau să efectueze reparații în porturile neutre, dar nu puteau încărca echipamente militare sau arme. Existența porturilor britanice din coloniile cele mai îndepărtate le-a permis corăbiilor confederate să urmărească operațiunile navale ale vaselor uniunii prin aproape întreaga lume. Franța, Spania, Țările de Jos și Brazilia au urmat exemplul. Statutul de beligerant i-a permis guvernului confederat să cumpere provizii, să ia legătura cu companiile britanice și să cumpere vase cu ajutorul cărora să urmărească corăbiile Uniunii. Proclamația reginei sublinia foarte clar că britanicilor le era interzis să se înroleze în armatele oricăreia dintre cele două tabere, să echipeze orice navă pentru utilizare militară, să încerce să spargă orice blocadă sau să transporte bunuri militare, documente sau personal al oricărei tabere.

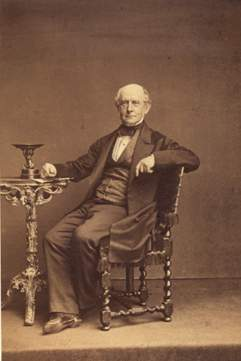
Charles Francis Adams, Sr. (1807–1886)

Pe 18 mai, Adams s-a întâlnit cu Russell ca să protesteze față de declarația de neutralitate. Adams a susținut că Marea Britanie a recunoscut statutul de beligeranță „mai înainte ca ea [Confederația] să fi demonstrat vreodată capacitatea de a purta orice fel de război, cu excepția unuia în interiorul unuia în interiorul propriilor porturi, unde se bucura de toate avantajele posibile [..., că] a considerat-o putere maritimă mai înainte ca ea să fi lansat măcar o singură corabie de corsari pe ocean.” Principala preocupare a Statelor Unite în acel moment a fost că recunoașterea beligeranței era primul pas spre recunoașterea diplomatică. Deși Russell a declarat că recunoașterea nu era în prezent luată în considerare, el nu o excludea în viitor, dar a fost de acord să îl anunțe pe Adams dacă poziția guvernului său se schimba.
Între timp, la Washington, Seward era îngrijorat atât de declarația de neutralitate, cât și de întâlnirile lui Russel cu emisarii confederați. Într-o scrisoare către Adams de pe 21 mai, pe care acesta din urmă fusese instruit să o facă cunoscută britanicilor, Seward protesta față de primirea de către britanici a trimișilor confederați și îi ordona lui Adams să nu aibă nicio întrevedere cu britanicii atâta vreme cât aceștia continuau să se întâlnească cu confederații. Recunoașterea oficială a Confederației ar fi transformat Regatul Unit într-un inamic al Statelor Unite. Președintele Lincoln a verificat scrisoarea, a îndulcit limbajul și i-a spus lui Adams să nu îi dea o copie lui Russell, dar să îi transmită doar pasajele pe care Adams le considera potrivite. Adams a fost în schimb șocat până și de versiunea revizuită a scrisorii, pe care o considera aproape o declarație de război la adresa întregii Europe. Atunci când l-a întâlnit pe Russell pe 12 iunie, lui Adams i s-a spus că Marea Britanie s-a întâlnit deseori cu reprezentanții unor insurgenți, care organizaseră rebeliuni împotriva unor națiuni cu care britanici erau în relații de pace, dar că nu există intenția organizării unor noi întâlniri cu misiunea confederaților.
Alte noi probleme legate de posibila recunoaștere diplomatică au apărut atunci când, la mijlocul lunii august, Seward a aflat că britanicii negociau în secret cu confederații pentru ca aceștia să fie de acord să respecte prevederile Declarației de la Paris. Declarația de la Paris din 1856 interzicea semnatarilor să angajeze corsari în lupta împotriva altor semnatari, proteja mărfurile expediate părților beligerante, cu excepția celor declarate „contrabandă de război”, și recunoșteau blocadele doar dacă ele își dovedeau eficiența. Statele Unite nu semnase de la început tratatul, dar după ce Marina Statelor Unite a declarat blocada împotriva Confederației, Seward a ordonat ambasadorilor americani la Londra și Paris să redeschidă negocierile pentru restricționarea folosirii de către confederați a corsarilor.

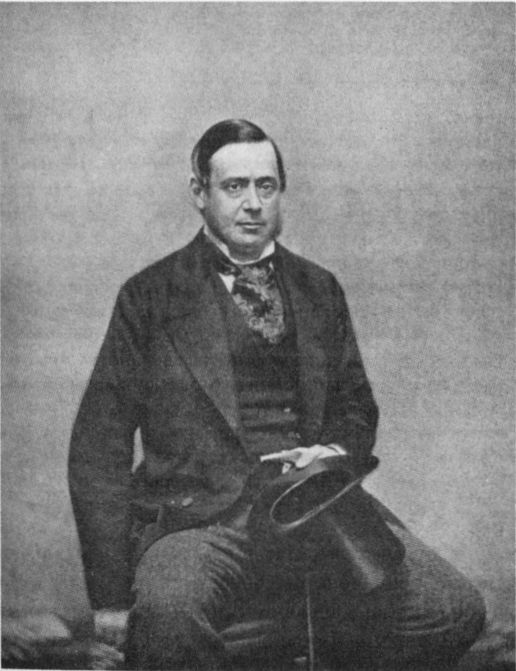
Richard Lyons, primul viconte Lyons

Cu toate aceste, pe 18 mai, Russell i-a cerut lui Lyons să obțină acordul Confederației pentru semnarea Declarației de la Paris. Lyons i-a dat această sarcină lui Robert Bunch, consulul britanic la Charleston. Acestuia i s-a cerut să ia legătura cu guvernatorul Carolinei de Sud, Francis Wilkinson Pickens⁠(d). Bunch a depășit cadrul instrucțiunilor primite – el l-a evitat pe Pickens și a asigurat autoritățile confederate că semnarea Declarației de la Paris este „primul pas spre recunoaștere [britanică]”. Indiscreția lui a ajuns rapid la urechile liderilor Uniunii. Robert Mure, un negustor britanic născut în Charleston, a fost arestat în New York. Mure, care era colonel al milițiilor din Carolina de Sud, se legitima cu un pașaport diplomatic britanic emis de Bunch, și era purtătorul unei valize diplomatice, al cărei conținut a fost verificat. Valiza conținea corespondența recentă dintre Bunch și Londra, dar și broșuri pentru sprijinirea confederaților, scrisori ale sudiștilor către corespondenți din Europa și o depeșă diplomatică care relata negocierile lui Bunch cu confederații, inclusiv discuțiile legate de recunoașterea diplomatică.
Atunci când i-au fost prezentate dovezile, Russell a recunoscut că guvernul lui încerca să obțină acordul Confederației pentru aderare la prevederile tratatului cu privire la bunurile țărilor neutre (dar nu și la acțiunile corsarilor), dar a negat că aceste acțiuni ar fi fost un pas spre extinderea relațiilor diplomatice. În loc să reacționeze așa cum a avut-o la recunoașterea anterioară a beligeranței, Seward a lăsat acest scandal să se stingă. El a cerut rechemarea diplomatului Bunch, dar Russell a refuzat.
În timpul lui Napoleon al III-lea, obiectivele generale ale politicii externe a Franței erau în contradicție cu cele ale Marii Britanii, însă, în cazul Războiului Civil din America, Franța a avut poziții asemănătoare cu cele ale Regatului Unit, mergând chiar până la sprijinirea poziției Londrei. Cooperarea dintre britanici și francezi în problemele americane a început prin înțelegerile dintre Henri Mercier⁠(d), ambasadorul francez, și Lyons. De exemplu, pe 15 iunie, ei au încercat împreună să se întâlnească cu Seward în problema proclamației de neutralitate, dar acesta din urmă a insistat ca se întâlnească separat cu fiecare ambasador.
Edouard Thouvenel a fost ministrul de externe al Franței de-a lungul întregului an 1861 până în toamna lui 1862. El a fost perceput ca fiind favorabil unioniștilor și a fost cel care i-a temperat lui Napoleon dorințele inițiale de recunoaștere diplomatică a independenței Confederației. Thouvenel s-a întâlnit neoficial cu trimisul confederat Pierre Rost în iunie și i-a spus că nu trebuie să se aștepte la recunoaștere diplomatică.
William L. Dayton⁠(d) din New Jersey a fost numit de către președintele Lincoln ministru plenipotențiar în Franța. El nu avea experiență în domeniul relațiilor diplomatice și politicii externe și nu vorbea limba franceză, dar a primit o sarcină importantă din partea consulului general al SUA la Paris, John Bigelow⁠(d). Când Adams și-a prezentat protestul cu privire la recunoașterea cobeligeranței Confederației în fața lui Russell, Dayton i-a prezentat lui Thouvenel un protest asemănător. Napoleon și-a oferit „bunele oficii” Statelor Unite pentru rezolvarea conflictului cu Sudul, iar Seward i-a comunicat lui Dayton că „dacă vreo mediere ar fi până la urmă admisibilă, cea pe care o căutăm sau acceptăm” ar fi a lui [Napoleon]”.
Când veștile despre victoria confederaților în prima bătălie de pe Bull Run a ajuns în Europa, acestea au reîntărit opinia britanicilor conform căreia independența Confederației era inevitabilă. Sperând să se folosească de avantajul victoriei militare, Yancey a cerut o întrevedere cu Russell, dar cererea lui a fost respinsă și i s-a transmis că orice comunicare va trebui să fie doar în scris. Yancey a prezentat o scrisoare lungă pe 14 august în care detalia toate motivele pentru care Confederația ar trebui să primească recunoașterea oficială și în care cerea o nouă întâlnire cu Russell. Răspunsul lui Russell din 24 august către împuterniciții „așa numitelor State Confederate ale Americii” a reiterat poziția britanicilor conform căreia consideră războiul mai degrabă o problemă internă și nu un război pentru independență. Politica britanică avea să se schimbe doar dacă „sorții războiului sau un mod mai pașnic de negociere avea să fi determinat pozițiile respective ale celor doi beligeranți”. Nu a fost programată nicio întâlnire și aceasta a fost ultima comunicare dintre guvernul britanic și diplomații confederați. Când a izbucnit incidentul Trent în noiembrie și decembrie, Confederația nu avea nicio cale eficientă de comunicare directă cu guvernul britanic, iar ei au fost lăsați complet în afara procesului de negociere.
În august 1861, Yancey era bolnav, dezamăgit și dispus să demisioneze. În aceeași lună, președintele Davis a hotărât că interesele Confederației în Franța și Regatul Unit trebuie reprezentate de diplomați de carieră, și anume funcționari care ar fi mai potriviți să servească și drept ambasadori confederați, în cazul în care Confederația ar fi obținut recunoașterea internațională. El i-a ales pe John Slidell⁠(d) din Louisiana și James Mason⁠(d) din Virginia. Ambii erau foarte respectați în întregul Sud și aveau experiență în afacerile externe. Slidell fusese numit negociator de președintele Polk la sfârșitul Războiului Mexicano-American, iar Mason fusese președintele Comitetului pentru Relații Internaționale al Senatului din 1847 până în 1860.
R. M. T. Hunter⁠(d) a devenit noul Secretar de Stat al Confederației. Instrucțiunile adresate lui Mason și lui Slidell au fost să sublinieze poziția mai puternică a Confederației, după ce se extinsese de la șapte la unsprezece state, cu perspective pentru aderarea la noua națiune și a altor state — Maryland, Missouri și Kentucky. O Confederație independentă avea să limiteze ambițiile industriale și maritime ale Statelor Unite și avea să faciliteze o alianță comercială reciproc avantajoasă între Regatul Unit, Franța și Statele Confederate. Echilibrul de putere avea să fie restabilit în emisfera vestică, deoarece ambițiile teritoriale ale SUA aveau să fie restricționate. Noii ambasadori urmau să asemuiască situația Confederației cu lupta Italiei pentru independență, pe care britanicii o sprijiniseră, și urmau să citeze spusele lui Russell din scrisorile în care justifica acel sprijin. O importanță imediată trebuia acordată prezentării argumentelor detaliate împotriva legalității blocadei Uniunii. În afară de instrucțiunile oficiale scrise, Mason și Slidell aveau asupra lor și alte documente care veneau în sprijinul pozițiilor lor.

## Urmărirea și capturarea (august–noiembrie 1861)

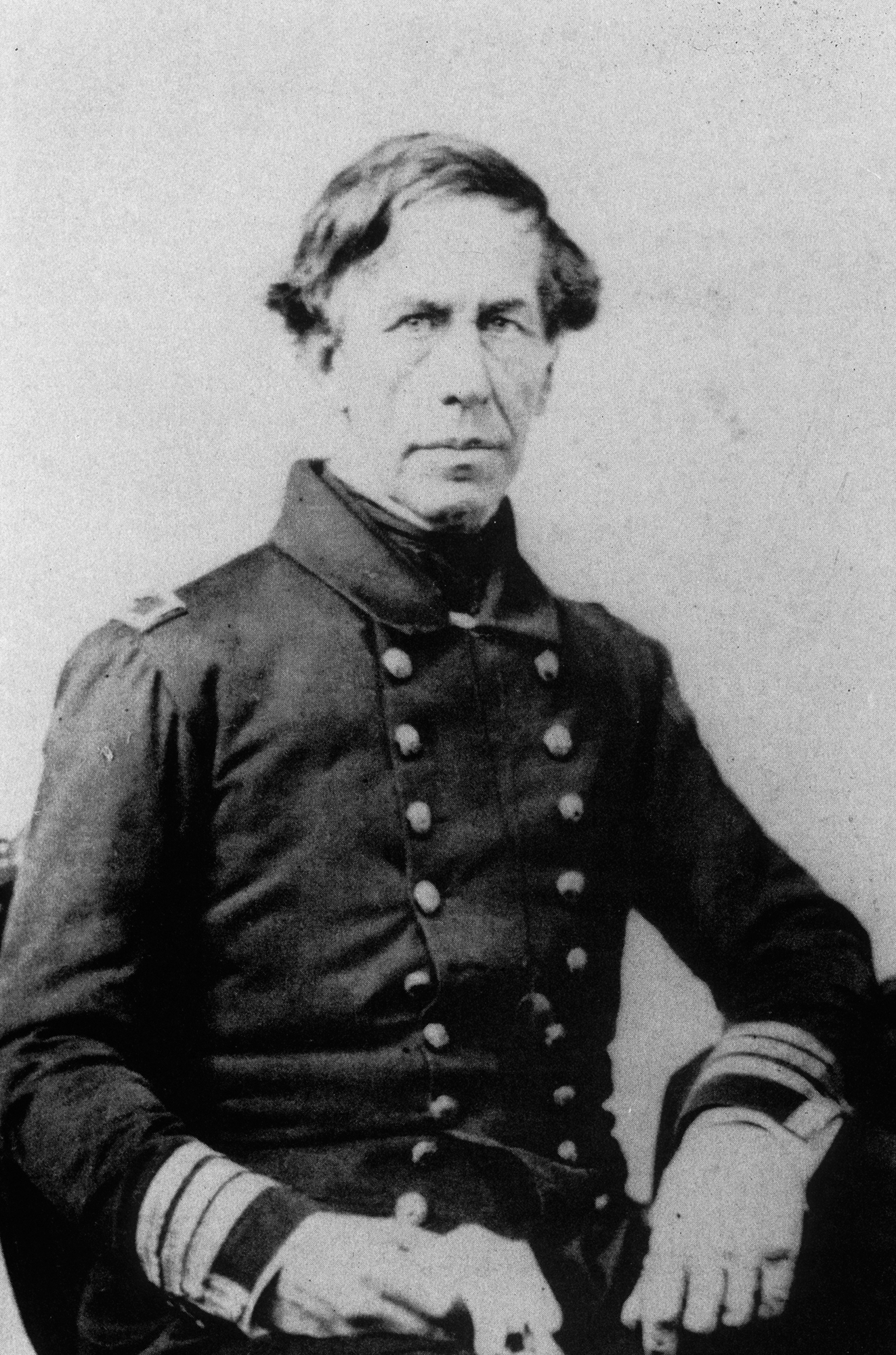
Charles Wilkes

Intenția de plecare a diplomaților nu era un secret, iar guvernul Uniunii primea informații zilnice cu privire la deplasările lor. Pe 1 octombrie, Slidell și Mason erau în Charleston. Planul lor era să străpungă blocada la bordul navei CSS Nashville, un vapor rapid, și să navigheze direct spre Marea Britanie. Numai că principalul canal de navigație era păzit de cinci vase ale Uniunii, iar pescajul lui Nashville era prea mare pentru oricare canal secundar. A fost luată în considerație o ieșire în larg în timpul nopții, dar valurile mari și vânturile puternice au împiedicat evadarea. O călătorie prin Mexic și plecarea din Matamoros⁠(d) ar fi fost o suluție, dar o întârziere a misiunii cu câteva luni era de neacceptat.
O alternativă ar fi putut fi vaporul Gordon. Acesta avea un pescaj suficient de mic pentru a navigha pe canalele secundare și putea naviga cu peste 12 noduri, mai mult decât suficient pentru a scăpa de urmăritori. Gordon fusese oferit guvernului pentru cumpărare în schimbul a 62.000 dolari sau pentru închiriere pentru 10.000 dolari. Guvernul nu își permitea însă să plătească astfel de sume, dar un angrosist local de bumbac, George Trenholm, a plătit cei 10.000 de dolari, cerând în schimb gratuitate pentru o jumătate din spațiul de depozitare al vaporului la drumul de întoarcere. Vasul a fost rebotezat Theodora și a părăsit portul Charleston la ora 01:00 dimineața pe 12 octombrie și reușit să evite vasele Uniunii, spărgând blocada. Pe 14 octombrie, Theodora a ancorat în portul Nassau din Bahamas, dar a pierdut legătura cu un vapor britanic care naviga spre St. Thomas din Indiile Occidentale Daneze, care era principalul port de plecare pentru vasele britanice dinspre Caraibe spre Regatul Unit. Totuși, ei au fost informați despre posibilitatea ca un vas poștal britanic să fie încă ancorat în Cuba Spaniolă, iar Theodora s-a îndreptat spre sud-vest, spre Cuba. Theodora a ajuns în apele teritoriale cubaneze pe 15 octombrie, cu magaziile de cărbune aproape goale. Un vas cubanez de război a interceptat și salutat vaporul Theodora. Slidell și George Eustis, Jr.⁠(d) au urcat la bord și au fost informați că vasul britanic de poștă fusese ancorat în portul Havana, dar tocmai ridicase ancora, iar următorul, nava cu zbaturi RMS Trent, avea să ancoreze peste trei săptămâni. Theodora a ancorat în Cárdenas pe 16 octombrie, iar Mason și Slidell au coborât pe țărm. Cei doi diplomați au hotărât să stea o vreme în Cardenas, după care să plece într-o călătorie lungă și anevoiasă până la Havana, ca să prindă următorul vas britanic.
Între timp, membrii guvernului federal au aflat zvonuri despre spargerea blocadei de către Mason și Slidell la bordul lui Nashville. Serviciile de informații ale Uniunii nu au recunoscut imediat că Mason și Slidell au părăsit Charlestonul la bordul vaporului Theodora. Secretarul Marinei SUA Gideon Welles⁠(d) a luat măsuri pentru verificarea zvonurilor și a ordonat amiralului Samuel Francis Du Pont⁠(d) să trimită un vas de război rapid care să patruleze pe drumul spre Regatul Unit și să intercepteze Nashville. Pe 15 octombrie, vaporul cu zbaturi USS James Adger sub comanda lui John B. Marchand a pornit spre Europa, având ordin să urmărească Nashville până în Canalul Mânecii, dacă ar fi fost necesar. James Adger a ajuns în Anglia și a ancorat în docurile portului Southampton la începutul lunii noiembrie. Britanicii erau conștienți că SUA vor încerca să îi captureze pe diplomații confederați pe care îi credeau la bordul lui Nashville. Palmerston a ordonat unui vas al Marinei Regale să patruleze pe o rază de trei mile în jurul portului unde ar fi trebuit să ancoreze Nashville, pentru a se asigura că interceptarea vasului confederat va fi făcută în afara apelor teritoriale britanice. Dacă interceptarea lui Nashville de către James Adger s-ar fi făcut în afara apelor teritoriale britanice, ar fi fost evitat un incident diplomatic. Când Nashville a ajuns în Regatul Unit pe 21 noiembrie, toată lumea, inclusiv britanicii, a fost surprinsă să constate că diplomații confederați nu se aflau la bord.
Fregata cu abur USS San Jacinto, comandată de căpitanul Charles Wilkes⁠(d), a ajuns la St. Thomas pe 13 octombrie. San Jacinto navigase din dreptul Africii timp de o lună după ce primise ordine să se alăture forței Marinei SUA care se pregătea să atace Port Royal. Numai că, în St. Thomas, Wilkes a aflat că nava confederată rapidă cu abur CSS Sumter capturase trei vase comerciale nord-americane lângă Cienfuegos în iulie. Wilkes s-a îndreptat către Cienguegos, chiar dacă era puțin probabil ca Sumter să fi rămas în zonă. Când a ajuns aici, Wilkes a aflat dintr-un ziar că Mason și Slidell trebuiau să păsăsească Havana pe 7 noiembrie la bordul vasului poștal britanic RMS Trent, care trebuia să ajungă mai întâi la St. Thomas după care să se îndrepte spre Anglia. Wilkes și-a dat seama că vasul britanic trebuia să navigheze prin Canalul Bahama⁠(d), un canal maritim îngust, singurul canal cu apă adâncă dintre Cuba și bancurile submarine calcaroase Grand Bahama. Wilkes a discutat problemele juridice ale acțiunilor viitoare cu secundul lui, locotenentul D. M. Fairfax⁠(d), și au consultat cărțile de drept de la bord înainte de a face planuri pentru interceptare. Wilkes a ales soluția prin care puteau să-i califice pe Mason și Slidell drept „contrabandă”, care ar fi putut fi confiscată de către un vas american. Istoricii au ajuns însă la concluzia că nu exista niciun precedent legal pentru sechestrare.
Această decizie agresivă era tipică pentru stilul de comandă al lui Wilkes. Pe de o parte, el era recunoscut ca „un explorator, autor și ofițer navale excepțional”. Pe de altă parte, el „avea o reputație de ofițer încăpățânat, excesiv de zelos, impulsiv și, uneori, insubordonat”. Ofițerul trezorier George Harrington îl avertizase pe Seward cu pivire la Wilkes: „El ne va face necazuri. Are un exces de aroganță și lipsă de discernământ. Când a comandat marea sa misiune de explorare, el i-a trimis în fața curții marțiale pe aproape toți ofițerii lui; el singur avea dreptate, toți restul greșeau."

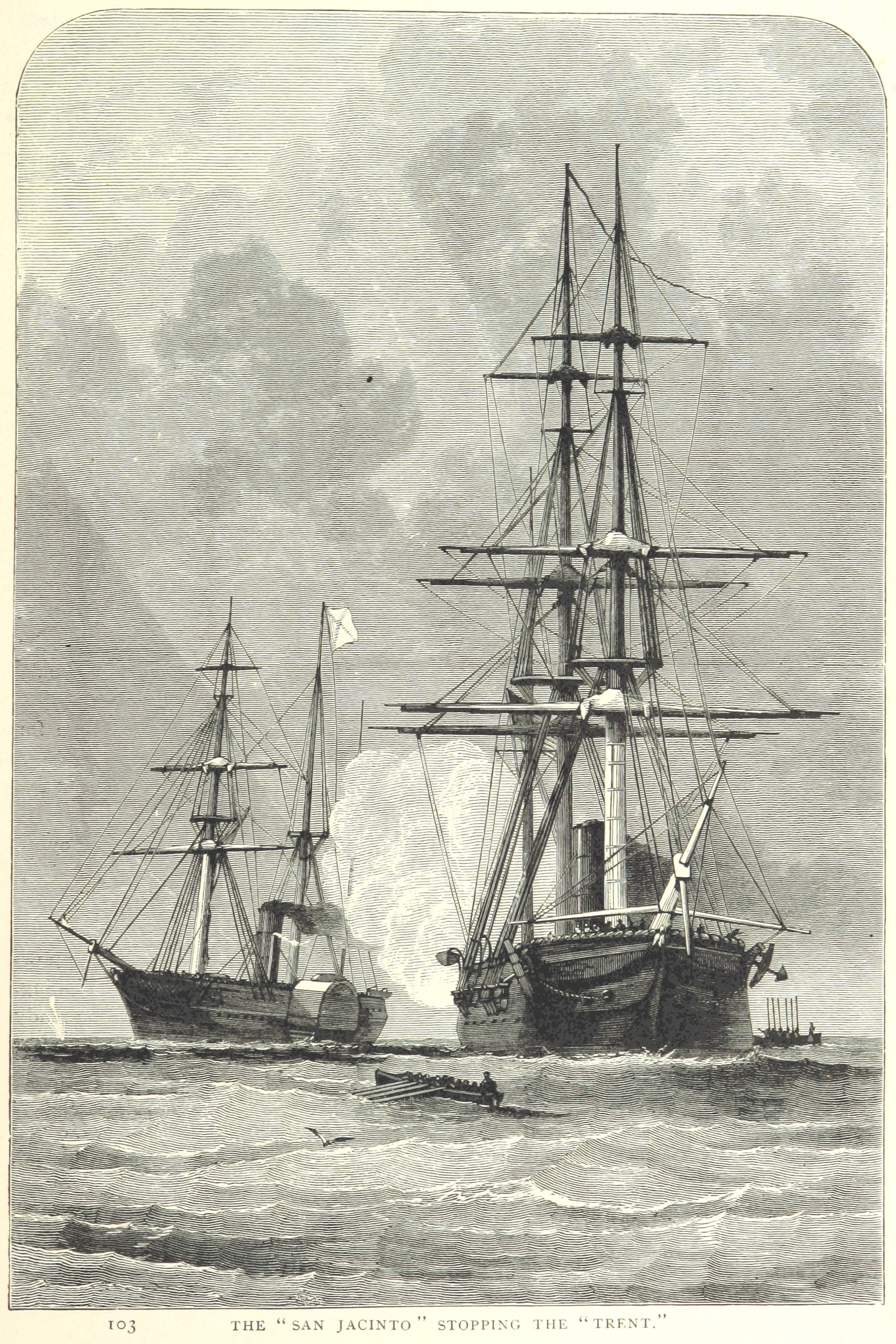
San Jacinto (în dreapta) oprind vaporul Trent

Trent a părăsit portul conform programului pe 7 noiembrie, avându-i la bord pe Mason, Slidell, secretarii lor și pe soția și copiii lui Slidell. Trent a trecut prin Canalul Bahama, exact cum a prezis Wilkes. San Jacinto aștepta vasul britanic în canalul îngust. Pe data de 8 noiembrie pe la prânz, marinarii de veghe de pe San Jacinto au zărit Trent, care arbora la catarg pavilionul britanic. Când vasul britanic a ajuns în dreptul lui San Jacinto, artileriștii americani au tras un foc de avertisment la distanță de prova lui Trent, pe care căpitanul britanic l-a ignorat. San Jacinto a lansat un al doilea proiectil chiar în fața vasului britanic. Trent a oprit după cel de-al doilea foc. Pe puntea de comandă a lui San Jacinto, Wilkes i-a înmânat locotenentului Fiarfax următoarele instrucțiuni scrise:
„După abordaj, vei solicita documentele vaporului, documentele de plecare din Havana, cu lista pasagerilor și membrilor echipajului.

Dacă domnii Mason, Slidell, Eustice  și McFarland sunt la bord, ia-i prizonieri și trimite-i la bordul acestui vapor și ia-l în posesie [pe vaporul Trent] ca pradă de război... Ei trebuie aduși la bord. 

Toate cuferele, cutiile, pachetele și gențile care le aparțin vor fi confiscate și trimise la bordul acestui vas; orice depeșă diplomatică găsită la persoanele luate prizoniere, sau în posesia celor aflați la bordul vaporului, vor fi confiscate, examinate și reținute dacă este necesar.”
Fairfax a urcat la bordul lui Trent de pe un cutter. Alte două cuttere în care se aflau 20 de militari înarmați cu pistoale și săbii au luat poziții de-a lungul celor două borduri ale lui Trent. Fairfax, care era sigur că Wilkes provoacă un incident internațional, și dorind să-i limiteze proporțiile, a ordonat militarilor înarmați din escortă să rămână în cuttere. După ce a urcat la bord, Fairfax a fost escortat să îl întâlnească pe căpitanul Moir, care era înfuriat de focurile de avertisment. Moir a fost anunțat de Fairfax că are ordine „să îi aresteze pe domnii Mason și Slidell și secretarii lor și să îi trimită ca prizonieri la bordul vasului de război al SUA aflat în apropiere”. Cum echipajul și pasagerii vasului britanic l-au amenințat pe locotenentul Fairfax, marinarii americani din cuttere au urcat la bordul Trent ca să își apere ofițerul. Căpitanul Moir a refuzat să prezinte lista pasagerilor, dar Slidell și Mason s-au prezentat singuri și și-au declinat identitatea. Moir a refuzat și să permită percheziționarea vasului pentru mărfuri de contrabandă. Fairfax nu a reușit să îndeplinească ordinul care prevedea confiscarea vasului ca pradă, ceea ce ar fi fost interpretat un act de război. Mason și Slidell au refuzat formal să îl însoțească pe Fairfax, dar nu au opus rezistență atunci când marinarii americani i-au escortat pe unul dintre cuttere.
Wilkes a pretins mai târziu că a crezut că la bordul lui Trent se aflau „depeșe diplomatice de foarte mare importanță, care conțineau instrucțiuni dușmănoase la adresa Statelor Unite”. Împreună cu faptul că Fairfax nu a insistat să percheziționeze bagajele de pe Trent, a mai existat un motiv pentru care nu a fost găsit niciun fel de document în bagajele diplomaților. În 1906, fiica lui Mason a scris că geanta cu mesajele diplomatice ale Confederației fusese pusă în siguranță de comandorul Williams din Marina Regală care era pasager pe Trent. Ulterior, documentele au fost predate reprezentanților Confederației la Londra. Aceasta era o încălcare clară a proclamației de neutralitate a reginei Victoria.
Legile internaționale cereau ca, atunci când pe un vas se găsește contrabandă, acesta să fie dus în fața celei mai apropiate judecătorii pentru pradă de război pentru adjudecare. Deși Wilkes avea de gând să declare că Trent este o navă de contrabandă și să acționeze în consecință, Fairfax a adus argumente împotrivă – transferul unor membri ai echipajului de pe San Jacinto pe Trent urma să lase San Jacinto cu primejdios de puțini oameni, avea să aducă neplăceri importante călătorilor de pe Trent și destinatarilor corespondenței pe care o transporta vasul de poștă. Wilkes, cel care era de fapt singurul responsabil în această problemă, a fost de acord până la urmă ca vasul de poștă să își continue drumul spre St. Thomas, fără însă ca la bord să se mai afle ambasadorii confederați și secretarii lor.
San Jacinto a ancorat în Hampton Roads⁠(d), Virginia, pe 15 noiembrie, de unde Wilkes a telegrafiat vestea capturării ambasadorilor sudiști la Washington. I s-a ordonat să plece la Boston, unde a predat prizonierii la închisoarea Fort Warren⁠(d), unde au fost încarcerați confederații arestați.

## Reacția americanilor (16 noiembrie – 18 decembrie 1861)
Cei mai mulți locuitori ai Uniunii au aflat despre capturarea vasului Trent pe 16 noiembrie, când vestea a fost publicată în ziarele de seară. Până luni, 18 noiembrie, presa părea „cuprinsă fără excepție într-un val masiv de exaltare șovină”. Mason și Slidell, „ambasadorii încarcerați”, au fost declarați „ticăloși”, „lași”, „snobi” și „reci, cruzi și egoiști”.
Toată lumea era nerăbdătoare să aducă o justificare legală a acțiunii lui Wilkes. Consulul britanic din Boston remarca că fiecare al doilea cetățean „umbla ținând sub braț câte o carte de drept ce demonstra dreptul lui S. Jacintho [sic!] de a opri vasul poștal al Majestății Sale”. Multe ziare au susținut și ele legalitatea acțiunilor lui Wilkes, iar numeroși avocați au ieșit public pentru a-și clama aprobarea. Theophilus Parsons, profesor la Universitatea Harvard a afirmat: „Sunt la fel de sigur că Wilkes avea dreptul legal să-i ia pe Mason și pe Slidell de pe «Trent», așa cum sunt sigur de faptul că guvernul nostru are dreptul legal să instituie blocada portului Charleston.” Caleb Cushing⁠(d), un membru important al Partidului Democrat și fost procuror general (în timpul lui Franklin Pierce) era la rândul lui de acord: „În opinia mea, actul căpitanului Wilkes a fost unul pe care orice națiune cu respect de sine trebuie să îl facă și l-ar fi făcut prin dreptul și puterea ei suverane, indiferent de circumstanțe.” Richard Henry Dana⁠(d), considerat un expert în dreptul maritim, a justificat arestarea emisarilor prin faptul că ei ar fi fost implicați „exclusiv [într-]o misiune ostilă Statelor Unite”, ceea ce îi făcea vinovați de „trădare în cadrul dreptului nostru de autoguvernare”. Edward Everett, un fost ambasador în Marea Britanie și fost secretar de stat, a afirmat și el că „detenția este perfect legală [și] încarcerarea lor în Fort Warren va fi perfect legală.”
A fost organizat un banchet în onoarea lui Wilkes la Revere House⁠(d) în Boston pe 26 noiembrie. Guvernatorul statului Massachusetts, John Albion Andrew⁠(d), l-a lăudat pe Wilkes pentru „numeroasele și eroicele succese” ale sale și a vorbit despre „marea bucurie a inimii americane” atunci când Wilkes „a lansat proiectilul său peste prova vasului, care a găurit în inimă Leul Britanic”. George T. Bigelow, președintele curții supreme a statului Massachusetts, a afirmat plin de admirație la adresa lui Wilkes: „În comun cu toți oamenii credincioși din Nord, în ultimele șase luni am oftat după cineva care să fie dispus să spună «Îmi asum responsabilitatea».”  Pe 2 decembrie, Congresul a votat unanim o rezoluție prin care îi mulțumea lui Wilkes „pentru comportamentul său curajos, iscusit și patriotic în arestarea și detenția trădătorilor, James M. Mason și John Slidell” și a propus să îi fie conferită o „medalie de aur cu simbolurile și anexele corespunzătoare, ca mărturie al sentimentului înalt pe care Congresul l-a avut pentru purtarea sa bună”.
Numai că, după ce problema a fost studiată mai atent, lumea a început să aibă îndoieli. Poziția secretarului Marinei SUA Gideon Welles⁠(d) reflecta îndoielile pe care numeroși oficiali le aveau, atunci când i-a scris lui Wilkes despre „aprobarea categorică” a Departamentului Marinei pentru acțiunile sale, în timp ce îl avertiza că neprezentarea navei Trent în fața unei tribunal maritim „nu trebuie în niciun caz să permită constituirea unui precedent pentru viitor pentru tratarea oricărui caz de infracțiune similară la adresa prevederilor legale ale neutralității”. În Albany Evening Journal s-a sugerat că, dacă Wilkes „a exercitat o discreție nejustificată, guvernul nostru va dezavua în mod corespunzător procedurile inițiale și va acorda Angliei  «orice satisfacție» în concordanță cu onoarea și justiția”. Nu a trecut mult timp până când unii au început să comenteze că arestarea lui Mason și Slidell seamănă foarte mult cu practicile de căutare și recrutare forțată pe care SUA le respinsese după fondarea Uniunii și care duseseră în trecut la Războiul din 1812 cu Marea Britanie. Ideea conform căreia oamenii ar putea fi considerați „marfă de contrabandă” nu a reușit să sensibilizeze mulți americani.
Henry Adams⁠(d) îi scria fratelui lui în legătura cu problema recrutării forțate:
„Dumenzeule mare, în ce v-ați băgat cu toții? Ce naiba gândiți când abandonați marile principii ale părinților noștri; când vă întoarceți la borâtura câinelui ăla de Marea Britanie? Ce vreți să spuneți când susțineți acum principiile împotriva cărora fiecare Adams a protestat și a rezistat? Sunteți nebuni, cu toții.”
Oamenii au început să își dea seama și că problema ar putea fi rezolvată mai puțin pe baze de drept și mai mult pe baza nevoii evitării unui conflict serios cu Regatul Unit. Politicienii veterani precum James Buchanan, Thomas Ewing⁠(d), Lewis Cass sau Robert J. Walker⁠(d) au luat atitudine publică pentru eliberarea ambasadorilor confederați. În săptămâna a treia din decembrie, cei mai mulți editorialiști începuseră deja să oglindească aceste opinii și i-au pregătit astfel pe cetățenii americani pentru eliberarea prizonierilor. S-a răspândit opinia conform căreia Wilkes a acționat fără ordin și, prin urmare, restul operațiunii ar fi fost ilegală.
SUA nu s-au arătat la început dispuse să cedeze. Seward a ratat la început posibilitatea de a-i elibera pe loc pe cei doi ambasadori în baza reafirmării unei interpretării tradiționale a legilor internaționale de către guvernul SUA. El i-a scris lui Adams la sfârșitul lunii noiembrie și a afirmat că Wilkes nu a acționat în conformitate cu niște instrucțiuni oficiale, dar dorește să nu facă publice anumite informații până când nu va primi niște răspunsuri de la Londra. El și-a reafirmat poziția conform căreia recunoașterea oficială a Confederației va conduce cel mai probabil la război.
Lincoln a fost la început entuziasmat de arestarea ambasadorilor și mai apoi ezitant în chestiunea eliberării lor, dar în fața realității el a declarat: 
„Mă tem că trădătorii se vor dovedi un elefant alb. Trebuie să respectăm principiile americane privind drepturile statelor neutre. Noi ne-am luptat cu Marea Britanie pentru că ea a insistat... să aibă dreptul să facă exact ceea ce a făcut acum căpitanul Wilkes. Dacă Marea Britanie va protesta acum împotriva acestor fapte și va cere eliberarea lor, trebuie să-i predăm, să ne cerem scuze pentru aceste fapte ca o violare a doctrinelor noastre și astfel să ne obligăm pentru totdeauna să păstrăm pacea în relația cu statele neutre, reafirmând că ea a tot greșit timp de șaizeci de ani.”
Pe 4 decembrie, Lincoln s-a întâlnit cu Alexander Galt⁠(d), viitorul ministru de finanțe al Canadei. Lincoln i-a declarat acestuia că nu dorește să aibă conflicte cu Anglia și nici intenții neprietenești față de Canada. Când Galt l-a întrebat în mod anume despre incidentul Trent, Lincoln a răspuns: „Oh, o vom scoate la capăt cu asta”. Galt i-a trimis un raport cu privire la discuțiile purtate lui Lyons, care la rândul lui l-a retransmis lui Russell. Galt a scris că, în ciuda asigurărilor lui Lincoln, „eu nu pot însă să scap de impresia că politica guvernului american este atât de supusă impulsurilor populare, încât pe nicio asigurare nu se poate sau nu e cazul să se pună bază în condițiile actuale”. Mesajul anual al lui Lincoln către Congres nu a amintit în mod direct de incidentul Trent dar, bazându-se pe estimările ministrului de război Simon Cameron⁠(d) conform cărora americanii puteau mobiliza o armată de 3.000.000 de oameni, a declarat că ar putea „arată lumii că, în timp ce suntem angajați în reprimarea tulburărilor de acasă, suntem capabili și să ne protejăm de străinătate”.
Problemele financiare au jucat de asemenea un anumit rol — Secretarul Trezoreriei Salmon P. Chase era îngrijorat de orice evenimente care ar fi putut afecta interesele americane în Europa. El a adus argumente în sprijinul lui Seward într-o intervenție îndelungată în ședința de Crăciun a guvernului. Chase a notat în jurnalul lui că eliberarea lui Mason și Slidell îi ședea ca un nod în gât, „dar nu ne putem permite tergiversări atâta vreme cât problema continuă să aibă un caracter îndoielnic, opinia publică va rămâne neliniștită, comerțul nostru va afectat foarte rău, acțiunile împotriva rebelilor vor îngreunate foarte mult." Warren afirma: „deși afacerea Trent nu a provocat criza bancară națională, a contribuit la colapsul virtual al sistemului aleatoriu al finanțare a războiului, care depindea de încrederea publică."
Primele vești despre reacția britanică au ajuns în Statele Unite pe 15 decembrie. Britanicii aflaseră despre eveniment pe 27 noiembrie. Lincoln era împreună cu senatorul Orville Hickman Browning⁠(d) când Seward i-a adus primele ziare în care se anunța că Palmerston cerea eliberarea prizonierilor și prezentarea de scuze oficiale. Browning credea că amenințarea unui război cu Marea Britanie era „ridicolă”, dar a spus: „Vom lupta cu ea până la moarte”. În seara aceleiași zile, în timpul unei recepții diplomatice, William H. Russell l-a auzit din întâmplare pe Seward când a spus: „vom învălui întreaga lume în flăcări”. Starea de spirit din Congres s-a modificat între timp. Când au discutat problema pe 16 și 17 decembrie, Clement Vallandigham⁠(d), un democrat pacifist, a propus o rezoluție prin care se stipula că SUA susține că arestarea este o chestiune de onoare. Moțiunea a fost respinsă și trimisă unui comitet pentru analiză cu 109 la 16 voturi. Răspunsul oficial al guvernului american a așteptat răspunsul formal britanic, care nu a sosit în America până pe 18 decembrie.

## Reacția britanică (27 noiembrie –31 decembrie 1861)
Când USS James Adger a ajuns în Southampton iar comandantul Marchand a citit în The Times că „obiectivele” sale au ajuns în Cuba, el a reacționat la vești, lăudându-se că îi va prinde cei doi emisari în apropierea țărmului britanic, dacă va fi necesar, chiar dacă cei doi ar fi pe o navă britanică. Ca urmare a problemelor ridicate de declarațiile lui Marchand, Ministerul Britanic de Externe (Foreign Office) a solicitat o opinie juridică din partea celor trei ofițeri ai coroanei (avocatul reginei, procurorul general și avocatul general al statului) cu privire la legalitatea capturării diplomaților aflați pe o nava britanică. În scrisoarea de răspuns de pe data de 12 noiembrie se declara:
„Nava de război a Statelor Unite care se aliniază cu un vapor poștal cu abur [acesta a fost exemplul folosit în ipoteza prezentată de cabinet] dincolo de limitele teritoriale ale Regatului Unit, ar putea să-l oprească, să-l abordeze, să-i examineze actele, să deschidă sacii poștali și să examineze conținutul acestora, fără să deschidă totuși niciun sac sau pachet adresat oricărui funcționar sau departament al Guvernului Maiestății Sale.

Nava de război a Statelor Unite poate să pună la bordul vaporului din Indiile de Vest un echipaj de pradă, să îl ia cu sine până într-un port al Statelor Unite pentru adjudecare într-un tribunal maritim de acolo; dar nu are dreptul să îi mute pe domnii  Mason și Slidell și să-i tranposte ca prizonieri, lăsând nava să își continue voiajul.”
Pe 12 noiembrie, Palmerston l-a informat personal pe Adams că britanicii s-ar simți oricum ofensați dacă agenții diplomatici au fost îndepărtați de pe un vas britanic. Palmerston a subliniat că arestarea confederaților ar fi „foarte nepotrivită în toate privințele pe care [Palmerston] al putea să le întrezărească” și câțiva confederați în plus în Marea Britanie nu vor „produce vreo schimbare în politica deja adoptată”. Palmerston a pus întrebări legate de prezența vasului Adger în apele teritoriale britanice, iar Adams l-a asigurat pe  Palmerston că i-a citit ordinele lui Marchand (Marchand l-a vizitat pe Adams când se afla în Marea Britanie), ordine care se refereau strict la arestarea lui Mason și Slidell de la bordul unei nave confederate.
Vestea arestării lui Mason și Slidell nu a ajuns la Londra decât pe 27 noiembrie. Cea mai mare parte a opiniei publice și numeroase ziare au considerat imediat că acest act este o insultă scandaloasă la adresa onoarei britanice, o violare flagrantă a dreptului maritim. Editorialul London Chronicle este reprezentativ:
„Domnul Seward ... se străduiește să provoace o ceartă cu toată Europa, în acel spirit de egoism fără sens, care îi împinge pe americani, cu flota lor pitică și cu masa diformă de plutoane incoerente pe care o numesc «armată», să se închipuie egali cu Franța pe uscat și cu Marea Britanie pe mare.”
Ziarul londonez Standard considera arestarea ambasadorilor „doar una dintr-o serie de lovituri premeditate care vizează această țară ... să o implice într-un război cu Statele Nordice”. Un călător american i-a scris lui Seward: „Oamenii sunt înnebuniți de furie și, dacă țara ar fi întrebată, mă tem că 999 de oameni din 1.000 ar fi în favoarea unui război imediat.” Un parlamentar a declarat că, dacă America nu pune lucrurile la punct, drapelul britanic ar trebui „sfâșiat în bucăți și trimis la Washington ca să fie folosite în WC-urile prezidențiale”. Cu toate acestea, arestarea ambasadorilor a provocat doar un miting ostil Uniunii la Liverpool (care avea să devina mai târziu un centru al simpatiei pro-Confederație), adunare prezidată de viitorul purtător de cuvânt al Confederației, James Spence.
The Times a publicat primul reportaj din SUA pe 4 decembrie și corespondentul ziarului, William Howard Russell, a descris reacțiile americanilor: „există atât de multă violență de spirit printre clasele inferioare ale populației și sunt ... atât de saturați de mândrie și de vanitate, încât orice concesie onorabilă ... se va dovedi fatală pentru autorii ei”. John T. Delane, editorul Times, a adoptat însă o poziție moderată și și-a avertizat cititorii să nu „privească faptele în cea mai proastă lumină”, ci să se întrebe dacă are sens ca Statele Unite, în ciuda reținerilor britanicilor față de Seward, care au apărut încă din primele zile ale administrației Lincoln, „să forțeze un conflict împotriva puterilor Europei”. Această poziție cumpătată era comună în Marea Britanie: „presa, în ansamblul ei, a cerut a lăudat calmul, remarcând moderația generală a temperamentului public pe care o percepea.
Guvernul a primit primele informații corecte asupra incidentului Trent de la comandantul Williams, care s-a deplasat direct la Londra după ce a ajuns pe pământ britanic. El a petrecut mai multe ore la Amiralitate și la biroul prim-ministrului. La început, liderii politici au avut poziții critice puternice la adresa acțiunilor americanilor. Lord Clarendon⁠(d), fost ministru de externe, a descris ceea ce a simțit lumea atunci când el l-a acuzat pe Seward că „încercând să ne implice într-un conflict și descoperind că nu poate fi provocat la Washington, a fost hotărât să îl mute pe mare”.
Palmerston s-a opus cererii lui Russell de a convoca de urgență o ședință de guvern, și a cerut din nou avocaților statului să pregătească o informare având la bază evenimentele concrete, și ședința de urgență a cabinetului a fost programată pentru 29 noiembrie. Palmerston a informat, de asemenea, Ministerul de Război că reducerile bugetare programate pentru 1862 trebuie să fie suspendate. Russell a avut o întâlnire scurtă cu Adams 29 noiembrie pentru identificarea intențiilor americanilor. Adams nu știa că Seward îi trimisese deja o scrisoare cu privire la faptul că Wilkes acționase fără ordine și că nu putea să-i ofere lui Russell nicio informație care ar fi putut dezamorsa situația.
Palmerston, care credea ca primise un acord din partea lui Adams pentru neimplicarea vaselor britanice, ar fi început ședința de urgență a cabinetului aruncându-și pălăria pe masă și declarând: „Nu știu cum anume aveți de gând să suportați asta, dar să fiu blestemat dacă eu o suport”. Raportul avocaților statului a fost citit și acțiunile lui Wilkers au fost calificate ca fiind:
„ilegale și nejustificate de dreptul internațional. «San Jacinto» și-a asumat să acționeze ca un beligerant, dar „Trent” nu a fost capturat sau transportat într-un port al Statelor Unite pentru a fi adjudecat pe post de captură de război și, în aceste circumstanțe, nu se poate considera că a acționat cu încălcarea dreptului internațional. Rezultă că, de la bordul unei nave de comerț a unei puteri neutre, anumiți indivizi, care se deplasau într-o călătorie legală și nevinovată, au fost luați cu forța... Guvernul Maiestății Sale va avea, prin urmare, în opinia noastră, justificare să solicite reparații pentru nedreptatea internațională care a fost comisă cu această ocazie.”
Telegramele de la Lyons au fost prezentate tuturor celor prezenți. Aceste telegrame descriau entuziasmul din America în sprijinul capturării, făceau referire la mesajele anterioare în care Lyons avertizase că Seward ar putea provoca un astfel de incident și descriau dificultatea pe care Statele Unite ar avea-o în recunoașterea faptului că Wilkes a greșit. Lyons recomanda de asemenea o demonstrație de forță, care să includă și trimiterea de întăriri în Canada. Palmerston i-a spus lui Russell că este foarte posibil ca întreg incidentul să nu fi fost decât „o insultă deliberată și premeditată” imaginată de Seward pentru provocarea unei confruntări cu Marea Britanie.
După câteva zile de discuții, pe 30 noiembrie, Russell i-a trimis reginei Victoria proiectele de mesaje pe care Lyons dorea să le trimită lui Seward. Regina și-a rugat la rândul ei soțul, prințul consort Albert, să revadă și el chestiunea. Deși era bolnav (avea să moară după puțin timp de febră tifoidă), Albert a citit mesajele, a hotărât că ultimatumul era prea belicos și a compus o versiune mai moderată. Albert i-a scris pe 30 noiembrie lui Palmerston: 
„Reginei ... i-ar fi plăcut să vadă expresia unei speranțe [în mesajul către Seward] conform căreia căpitanul american nu a acționat conform ordinelor sau, dacă a făcut-o, că le-a înțeles greșit și [că] guvernul Statelor Unite trebuie să fie pe deplin conștient de faptul că guvernul britanic nu a putut permite ca drapelul său sa să fie insultat și securitatea comunicărilor sale prin poștă să fie pusă în pericol și [că] guvernul Majestății Sale nu dorește să creadă că guvernul Statelor Unite a intenționat fără motiv să insulte această țară și, pentru a adăuga la numeroasele lor complicații neplăcute, să forțeze o posibilitate de dispută cu noi și că, prin urmare, suntem bucuroși să credem ... că vor oferi în mod spontan o astfel de îndreptare care singură ar putea satisface această țară, și anume: predarea nefericiților pasageri și o prezentarea scuzelor de rigoare.”
Guvernul a inclus în scrisoarea oficială către Seward și sugestiile lui Albert care să permită Washingtonului să tăgăduiască atât acțiunile lui Wilkes cât și intenția americanilor de a insulta drapel britanic. Britanicii continuau să pretindă prezentarea de scuze și eliberarea emisarilor confederați. Lyons a primit și instrucțiuni personale să îi ofere lui Seward termen de șapte zile să răspundă și, în cazul în care nu erau întrezărite răspunsuri satisfăcătoare, să închidă legația britanică de la Washington și să se întoarcă acasă. În continuarea efortului pentru detensionarea situației, Russell a adăugat o notă proprie prin care i-a cerut lui Lyons să se întâlnească cu Seward și să îl informeze cu privire la conținutul scrisorii oficiale mai înainte ca aceasta să fie transmisă guvernului. Lui Lyons i s-a spus că, atâta dacă ambasadorii ar fi eliberați, britanicii ar fi mai toleranți în legătură cu scuzele, iar o explicație trimisă prin intermediul lui Adams ar fi satisfăcătoare. El a reiterat poziția conform căreia britanicii sunt gata să lupte dacă este nevoie și au sugerat că „cel mai bun lucru ar fi dacă Seward ar fi demis și în locul lui ar fi pus un om rațional”. Mesajele au fost trimise cu vaporul pe 1 decembrie și a ajuns la Washington pe 18 decembrie.

### Diplomația în așteptare
În timp ce pregătirile militare erau accelerate, eforturile diplomatice au fost oprite până la sfârșitul lunii, în timp ce Marea Britanie a așteptat răspunsul american. Pe piețele financiare britanice au existat tulburări de la primirea primei știri despre Trent. Bonurile de rentă consolidată, ale căror valori scăzuseră încă de la începutul lunii, au scăzut cu încă 2%, ajungând la același nivel cu cel din primul an al Războiului Crimeii. Alte titluri de valoare au scăzut cu 4-5%. Acțiunile la căile ferate și titlurile de valoare coloniale și externe au scăzut și ele. The Times a remarcat că piețele financiare reacționau ca și când războiul era sigur.
În cadrul discuțiilor cu privire la răspunsul pe care guvernul britanic trebuia să îl dea față de arestarea ambasadorilor, au apărut temeri că Napoleon al III-lea s-ar putea folosi de conflictul americano-britanic pentru a acționa împotriva intereselor Londrei în „Europa sau altundeva”. Francezii și britanicii se înfruntaseră în Indochina, la construirea Canalului Suez, în Italia și în Mexic. Palmerston considera că creșterea de către francezi a stocurilor de cărbune în Indiile Occidentale este un semn al pregătirilor pe care le făcea Parisul pentru un război cu Londra. Marina franceză era încă mică, dar pe de altă parte se arătase ca fiind egala Marinei Regale în timpul Războiului Crimeii. O posibilă construire a unei flote de vapoare cu cocă metalică ar fi fost o amenințare directă în Canalul Mânecii.
Franța a potolit rapid îngrijorările Marii Britanii. Pe 28 noiembrie, Napoleon s-a întâlnit cu membrii guvernului fără să aibă cunoștință de răspunsul britanic și fără să aibă vreo informație din SUA de la Mercier. Miniștrii francezi nu aveau niciun dubiu cu privire la ilegalitatea acțiunilor americane și au căzut de acord să sprijine orice revendicare făcută de britanici. Thouvenel i-a scris contelui Charles de Flahault la Londra, cerându-i să îi informeze pe britanici cu privire la deciziile cabinetului francez. După ce a aflat despre conținutul notei britanice, Thouvenel i-a comunicat ambasadorului britanic Lord Cowley⁠(d) că cererile Londrei se bucură de aprobarea francezilor și, pe 4 decembrie, au fost trimise instrucțiuni lui Mercier să îi asigure sprijinul necesar lui Lyons.
Ceva agitație s-a produs când generalul Winfield Scott⁠(d), până de curând comandantul tuturor trupelor Uniunii, și Thurlow Weed⁠(d), un cunoscut confident al lui Seward, au sosit la Paris. Cei doi aveau ca misiune contracararea propagandei confederate prin măsuri propagandistice ale Uniunii. Misiunea fusese organizată mai înainte de izbucnirea incidentului Trent, dar momentul în care s-a desfășurat a fost considerat ciudat de către Cowley. Au circulat zvonuri conform cărora Scott l-a învinovățit pe Seward pentru incident, pentru că acesta din urmă l-ar fi manevrat pe Lincoln să aprobe arestarea. Scott a pus capăt zvonurilor printr-o scrisoare din 4 decembrie, care a fost publicată în ziarul parizian Constitutional, conținutul acesteia fiind republicat în publicații din întreaga Europa, inclusiv  în ziarele din Regatul Unit. Scott a afirmat public că „fiecare instinct de prudență precum și cel de bună vecinătate determină guvernul nostru să nu considere nici un sacrificiu onorabil prea mare pentru păstrarea prieteniei Marii Britanii”. "
De asemenea, intențiile bune ale Statelor Unite au fost susținute de John Bright⁠(d) și Richard Cobden⁠(d), sprijinitori declarați ai Uniunii și lideri ai Ligii împotriva legilor cerealelor din Regatul Unit. Amândoi au exprimat rezerve puternice legate de legalitatea acțiunilor americanilor, dar susținut cu tărie că SUA nu au planuri agresive împotriva britanicilor. Bright a apărat public poziția conform căreia Washington nu a provocat incidentul în mod intenționat. Într-un discurs de la începutul lunii decembrie ținut în fața alegătorilor săi, el a condamnat pregătirile militare britanice: „înainte să comunicăm cu guvernul american, înainte să auzim un cuvânt din răspunsul lui, ar trebui ca [noi] toți să fim cu armele în mâini, cu fiecare sabie ieșind din teacă și cu fiecare om căutându-și din priviri pistoalele și puștile sale?” Cobden s-a alăturat lui Bright ținând discursuri la întruniri publice și scriind scrisori ziarelor, organizatorilor de mitinguri la care nu putea participa și oamenilor cu influență din Marea Britanie și din străinătate. Odată cu trecerea timpului și cu creșterea numărului celor care se exprimau public împotriva războiului, guvernul britanic a început să ia în calcul soluții alternative la cea militară, inclusiv cea a arbitrajului internațional.

### Pregătirile militare (decembrie 1860 – decembrie 1861)
Chiar mai înainte de izbucnirea Războiului Civil, Marea Britanie, care avea interese la nivel mondial, avea nevoie de o politică militară față de posibila divizare a Statelor Unite. În 1860, contraamiralul Sir Alexander Milne a preluat flota Americii de Nord și Indiilor Occidentale din cadrul Marinei Regale. Pe 22 decembrie 1860, în timp ce procesul de secesiune era încă în faza incipientă, Milne a ordonat să fie evitate „orice măsuri sau demonstrații capabile să ofenseze vreuna din taberele din Statele Unite, sau aducă a partizanat față de oricare tabără; dacă disensiunile interne din acele state vor fi dezvoltate până la stadiul separării”. Până în mai 1861, în conformitate cu aceste instrucțiuni și ca parte a unei politici de lungă durată a Marinei Regale de evitare a porturilor în care era posibilă dezertarea, Milne a evitat coasta americană. 
Pe 13 mai a fost emisă proclamația de neutralitate și, din acel moment, britanicilor îngrijorați de amenințările la adresa drepturilor lor de putere neutră datorate de activitatea corsarilor confederați și a blocadei Uniunii, i-au întărit forțele lui Milne. Pe 1 iunie, porturile britanice au fost închise pentru toate trofeele și prăzile de război, o politică care a favorizat în special Uniunea. Milne a monitorizat eficiența blocadei Uniunii, dar nu a făcut niciun efort să încalce această blocadă. Monitorizarea blocadei a încetat în noiembrie 1861.
Milne a primit o scrisoare de la Lyons pe 14 iunie în care acesta din urmă scria că nu „consideră că o declarație bruscă de război împotriva noastră din partea Statelor Unite ca un eveniment cu desăvârșire imposibil în orice moment”. Milne și-a avertizat forțele sale împrăștiate pe o mare suprafață, iar pe 27 iunie a trimis o scrisoare Amiralității prin care cerea întăriri suplimentare și în care se plângea de slăbiciunea forțelor de apărare din Indiile Occidentale. În ceea ce privește Jamaica, Milne a raportat problemele care includeau „lucrări prost proiectate și mai prost executate — tunuri inutilizabile — încărcături descompuse de proiectile — ghiulele corodate — absența proviziilor de orice fel și a muniției, magazii dărăpănate și igrasioase pentru praful de pușcă”. Milne a arătat clar că forțele de care dispunea erau ocupate în totalitate cu protejarea comerțului și apărarea posesiunilor, cele mai multe în mod necorespunzător. El avea de o singură navă disponibilă „pentru orice serviciu special care putea fi solicitat pe neașteptate”.
Ducele de Somerset⁠(d), Primul Lord al Amiralității, s-a opus dorinței lui Palmerston de întărire a lui Milne. El considera că forța de care dispunea acesta din urmă, formată in principal din vase cu abur, era superioară celei americane, compusă în principal din vase cu vele, și ezita să crească cheltuielile cu flota într-o perioadă în care Marina Regală era în plin proces de modernizare și dotare cu vase cu cocă metalică. Această opoziție avea să îl facă pe istoricul Kenneth Bourne să tragă concluzia: „Când, prin urmare, vestea despre agresiunea asupra Trentului a sosit în Anglia, britanicii încă nu erau pregătiți corespunzător pentru războiul pe care aproape toți erau de acord că ar fi inevitabil dacă Uniunea nu s-ar fi retras”.

#### Forțele terestre
La sfârșitul lunii martie a anului 1861, britanicii dispuneau de 2.100 de soldați ai forțelor terestre în Noua Scoție, 2.200 în restul Canadei, plus mici garnizoane împrăștiate pe un vast teritoriu în Columbia Britanică, Insulele Bermude și Indiile Occidentale. Generalul locotenent Sir William Fenwick Williams⁠(d), comandantul suprem din America de Nord, s-a descurcat cum a putut cu aceste forțe reduse din punct de vedere numeric, dar a trimis mesaje în mod repetat autorităților centrale britanice cerând întăriri puternice pentru ca să se poată pregăti de apărare în mod corespunzător.
În mai și iunie au fost trimise ceva întăriri. Cu toate acestea, când, alarmat de blocada și incidentul Trent, Palmerston a cerut creșterea numărului de trupe regulate în Canada la 10.000, a întâmpinat rezistență. Sir George Cornwall Lewis⁠(d), ministrul de război, nu credea că există o amenințare reală la adresa Regatului Unit. El a considerat că „este incredibil ca orice guvern cu un dram de prudență să crească fără noimă numărul său de dușmani în timpul unui război civil și, în plus, să-și atragă ostilitatea unei puteri atât de formidabile precum Anglia”. În timpul dezbaterilor parlamentare de pe 21 iunie, s-a înregistrat o opoziție generală la trimiterea întăririlor, totul bazat pe argumente politice, militare și economice. O problemă care fusese dezbătută de mult timp a fost încercarea Parlamentului de a transfera mai din multe dintre obligațiile pentru apărarea Canadei către guvernul local. Secretarul colonial, ducele Newcastle⁠(d), a considerat că cererile lui Williams făceau parte dintr-un tipar al „ultimilor câțiva ani” care „fusese foarte bogat în cereri și sugestii”. Newcastle era îngrijorat și de faptul că nu erau locuri de încartiruire pe timp de iarnă pentru trupele suplimentare și se temea că dezertările ar fi putut deveni o problemă serioasă.
De la începutul crizei Trent, liderii britanici erau conștienți că o opțiune militară viabilă era o parte esențială a apărării intereselor națiunii. Primul Lord al Amiralității considera că teritoriul Canadei nu ar putea fi apărat împotriva unui atac serios din partea SUA, iar recucerirea acestuia ar fi dificilă și costisitoare. Bourne a remarcat: „După 1815, ambiguitatea relațiilor anglo-americane, zgârcenia Camerei Comunelor și dificultățile practice enorme implicate păreau întotdeauna că au împiedicat pregătirea adecvată pentru un război anglo-american”. Somerset a propus un război naval, care să înlocuiască un război terestru.
Pregătirile militare au început repede după ce veștile despre incidentul Trent au ajuns în Marea Britanie. Ministrul de război Sir George Lewis a propus trimiterea a „treizeci de mii de pușcași, o baterie de artilerie și câțiva ofițeri în Canada”. El i-a scris lui Palmerston pe 3 decembrie: „Eu propun să angajăm un vapor al Liniilor Cunard și să trimitem un regiment și o baterie de artilerie săptămâna viitoare”, iar în cel mai scurt timp posibil să mai fie trimise alte trei regimente și mai multă artilerie. Date fiind condițiile meteo din Atlanticul de Nord pe timp de iarnă, întăririle ar fi trebuit să fie debarcate în Noua Scoție, de vreme ce St. Lawrence începea să înghețe încă din decembrie. 
Russell era îngrijorat de faptul că Lewis și Palmerston ar fi putut lua decizii premature, care ar fi eliminat orice șansă de pace, așa că el a cerut formarea unui „mic comitet ... [să-l] ajute pe Lewis și pe ducele de Somerset” în conceperea planurilor de război. Grupul a fost creat și convocat pentru prima oară pe 9 decembrie. Grupul era format din Palmerston, Lewis, Somerset, Russell, Newcastle, lord Granville (ministrul de externe) și ducele de Cambridge (comandantul forțelor terestre britanice), sprijiniți de George Robinson (subsecretarul lui Lewis), lord Seaton (un fost comandat suprem în Canada), generalul John Fox Burgoyne (inspectorul general al fortificațiilor) și colonelul P. L. MacDougall (fostul comandant al Royal Canadian Rifles). Primul obiectiv al comitetului a fost asigurarea apărării Canadei. Comitetul s-a bazat pe ambele planuri concepute până atunci și pe informațiile pe care le-a obținut de la experții pe care i-a consultat.
Resursele pe care se putea bizui Canada în acel moment erau formate din cinci mii de soldați ai trupelor regulate și cam tot atâția membri ai milițiilor „slab pregătite”, dintre care o cincime erau deja organizate. De-a lungul lunii decembrie, britanicii au reușit să trimită 11.000 de soldați la bordul a 18 vase de transport. Până la sfârșitul lunii, britanicii se pregătiseră să mai trimită alți 28.400 de soldați. La sfârșitul lunii decembrie, când criza s-a încheiat, întăririle ajunseseră la 924 de ofițeri și 17.658 de soldați, în condițiile în se care se considera că într-o posibilă invazie americană puteau fi antrenați între 50.000 și 200.000 de militari. Dacă sunt luate în considerație atât unitățile trimise din metropolă cât și cele aflate deja în Canada, forțele terestre britanice numărau pe la mijlocul lunii martie 1862 nouă batalioane de infanterie și patru baterii de artilerie de câmp, o forță echivalentă cu trei brigăzi (adică o divizie), cu patru batalioane de infanterie și două baterii de artilerie (echivalentul a două brigăzi) cu efectivele divizate între New Brunswick și Noua Scoție. Mai existau 12 baterii de artilerie ale garnizoanelor – șase în provincia Canada, trei în Noua Scoție, două în New Brunswick și una în Newfoundland – trei companii de geniști în Canada, plus efectivele cartierelor generale, a unităților de servicii și sprijin, care includeau și două batalioane ale trenului militar.
Cinci batalioane de infanteriei, trei baterii de artilerie de câmp și baterii de artilerie de garnizoană au fost transportate pe mare de la Halifax, Noua Scoție, la St. John, New Brunswick, după care cu săniile de la John la Riviere du Loup, Provincia Canada, între 1 ianuarie și 13 martie 1862. Cele zece zile ale călătoriei cu săniile și cu trenul de la Riviere du Loup la Ville du Quebec s-au desfășurat într-o zonă din apropierea frontierei americane (care putea fi străbătută într-o zi de marș, în unele locuri drumul se afla în bătaia puștii militarilor americani de pe teritoriul statului Maine), astfel încât comandanții britanici au plănuit să deplaseze infanteriști care să apere drumul, în caz de nevoie. Regimentul al 96-lea, care fusese îmbarcat la bordul navei Calcutta, a ajuns la New Brunswick în februarie. Restul forțelor aflate la bordul navei Victoria a fost forțat să abandoneze voiajul în Azore, când vasul lor a avut probleme, fiind în pragul scufundării. Statul major, care a debarcat în Halifax pe 5 ianuarie 1862, după ce criza se încheiase, a decis să se deplaseze pe cea mai rapidă rută la Montreal și, după ce și-au ascuns bagajele militare ca să nu li se afle identitatea, au luat un vapor al firmei Cunard cu destinația Boston, de unde au continuat călătoria cu trenul spre Montreal.
În Canada, generalul Williams a vizitat forturile și fortificațiile în noiembrie și decembrie. Istoricul Gordon Warren amintea că Williams a descoperit că „forturile erau ori dărăpănate ori inexistente, iar volumul necesar reparații era năucitor”. Pentru apărarea Canadei, guvernul britanic a estimat un necesar de 10.000 de militari ai trupelor regulate și 100.000 de trupe auxiliare, aceștia din urmă trebuind să fie alocate garnizoanelor și unităților de hărțuire ale flancului și spatelui inamicului. Canada avea două surse potențiale pentru trupele auxiliare – Miliția Sedentară, care era formată din toți bărbații canadieni cu vârsta între 16 și 50 de ani, și organizațiile de voluntari similare pușcașilor voluntari britanici⁠(d). Bourne a caracterizat cele două forțe astfel: 
„În ciuda trecutului său vitejesc – sau poate datorită lui – miliției canadiene i s-a permis să decadă într-o simplă forță scriptică. Prin lege întreaga populație masculină între optsprezece și șaizeci de ani era răspunzătoare pentru serviciul militar, dar marea majoritate a acestora, Miliția Sedentară, nu exista în afară de înregistrarea la recrutare. Singura forță activă, voluntarii, primise cel mult șase sau douăsprezece zile pe an de instrucție, funcție de specializarea armei, iar dintre cei 5.000 de voluntari autorizați mai existau în 1861 doar 4.422 de oameni – „o forță mizerabil de mică! Și mulți dintre ei prost instruiți, dacă nu cumva s-a îmbunătățit mult de anul trecut”, după cum a comentat Newcastle.”
Misiunea lui Williams de recrutare, înarmare și disciplinare a acestei armate nu a fost diferită de cea întâmpinată de Uniune și Confederație la începutul Războiului Civil cu un an mai înainte. În Provincia Canada erau 25.000 de arme, dintre acestea 10.000 cu țeavă lisă, iar în Maritimes erau 13.000 de arme, dintre care 7.500 cu țeavă lisă. Deși erau arme de foc moderne gata pentru livrare din Anglia, transportul lor în Canada ridica probleme. Au fost trimise în Canada 30.000 puști Enfield pe 6 decembrie cu vasul Melbourne, iar pe 10 februarie 1862, Times raporta că ajunseseră în Canada arme moderne pentru 105.550 de oameni și 20 de milioane de cartușe.
Pe 2 decembrie, la insistențele lui Williams, guvernul canadian a fost de acord să crească efectivele forțelor de voluntari la 7.500. primejdia izbucnirii unui război a dus la creșterea numărului voluntarilor la 13.390 până în mai 1862, deși numărul de voluntari „eficienți” era doar de 11.940 de oameni. Pe 20 decembrie, Williams a început și instruirea câte unei companii de 75 de oameni din fiecare batalion a Miliței Sedentare, cam 38.000 în total, având intenția să ajungă la un total de 100.000 de oameni. Warren a descris starea Miliției Sedentare la începutul perioadei de instrucție, mai înainte ca să le fie distribuite armele și echipamentele militare:
„Neinstruiți și indisciplinați, ei au apărut în tot felul de haine, cu curele din scoarță de tei și cu crenguțe verzi de răchită la pălării, cărând un amestec de flinte cu cremene, puști de vânătoare, puști și coase. Ofițerii lor, precedându-și ordinele cu «vă rog», se dădeau înapoi cu groază când formațiile provincialilor se mișcau în zig-zag la comanda de întoarcere la stânga. ”
în vara anului 1862, la multă vreme după ce criza dispăruse, voluntarii canadieni utilizabili erau în număr de 16.000: 10.615 infanteriști, 1.615 cavaleriști, 1.687 artileriști și 202 geniști, în afară de noile corpuri care nu fuseseră încă încadrate în serviciul activ și în miliție. Darea de seamă cu privire la miliție din 1862 dădea cifra de 470.000 de milițieni în Canada, dar cu unitățile de voluntari care nu aveau să aibă efective mai mari de 100.000 de soldați pentru serviciul activ. Planurile militare de bază au fost formulate în contextul unei armate canadiene care era în general nepregătită, planuri care se bazau pe trupe care nu avea să fie disponibile până în primăvara anului 1862. Canada nu era pregătită pentru un război cu Statele Unite. În cabinetul de război erau dezacorduri între MacDougall, care considera că Uniunea avea să oprească războiul cu Confederația și să își îndrepte întreaga atenție către Canada, și Burgoyne, care era convins că războiul civil va continua. Amândoi erau însă de părere că provincia Canada avea să fie ținta unui atac terestru masiv din partea SUA, un asalt pe care canadienii nu erau capabili să îl respingă. Defensiva depindea de un „sistem complex de fortificații” și de „obținerea controlului asupra lacurilor”. În vreme ce Burgoyne sublinia avantajele tactice naturale ale luptei în defensivă bazată pe fortificații puternice, trebuie spus că planurile pentru fortificații care fuseseră făcute mai înainte nu fuseseră finalizate și întăriturile nu fuseseră construite. Pe Marile Lacuri, nici Canada, nici SUA nu dispuneau de unități navale în noiembrie. Britanicii aveau să fie vulnerabili aici cel puțin până în primăvara anului 1862.

#### Planurile de invazie
Pentru a contracara slăbiciunea lor în fața unei ofensive americane, a fost luată în considerație o posibilă invazie canadiană a Statelor Unite. Se spera că în cazul unei invazii încununate cu succes, aveau să fie ocupate Portlandul și zone importante din Maine, ceea ce ar fi făcut americanii să își redirecționeze trupele, care în alte condiții ar fi declanșat o invazie a Canadei, către apărarea liniilor de comunicație și transport est-vest. Burgoyne, Seaton și MacDougall sprijineau planul, iar Lewis l-a recomandat lui Palmerston pe 3 decembrie. Cu toate acestea, nu s-a făcut niciun fel de pregătire pentru un asemenea atac, iar succesul acțiunii depindea de inițierea atacului chiar la începutul războiului. MacDougall afirma că „se crede că există o grupare puternică în Maine în favoarea anexării la Canada” (această afirmație a fost caracterizată de Bourne ca fiind „dubioasă”), iar această grupare avea să sprijine invazia britanică. Hidrografii Amiralității, Washington și Milne, credeau amândoi că un asemenea grup există și că ar fi fost mai bine să se amâne atacul și să se aștepte până când devenea evident că „statul [Maine] era înclinat să schimbe stăpânirea”.

#### Forțele navale
Britanicii dominau mările și acesta era marele lor avantaj, Royal Navy fiind principalul mijloc de purtare a unui război împotriva Statelor Unite, în caz de nevoie. Pe 1 decembrie, Amiralitatea i-a scris lui Russell că Milne „ar trebui să acorde o atenție specială măsurilor care ar putea fi necesare pentru protejarea comerțului valoros dintre America, Indiile de Vest și Anglia”. Cu toate acestea, Somerset a emis ordine provizorii către unitățile navale britanice din întreaga lume să fie pregătite să atace navele maritime americane oriunde ar putea fi găsite. Cabinetul a fost, de asemenea, de acord că instituirea și menținerea unei blocade stricte era esențială pentru succesul britanic.
În 1864, Milne descria că planul său era:
„… să asigurăm securitatea propriilor baze, în special Bermudele și Halifax, să ridicăm blocada porturilor sudiste cu ajutorul escadrilei aflate în acel moment în Mexic sub comanda comodorului Dunlop și pe care am avut-o cu mine în Bermude și după care să blocăm atât de eficient cât permit mijloacele porturile nordiste și să acționăm în Golful Chesapeake în cooperare cu forțele sudiste... …”
În ceea ce privește operațiile comune cu Confederația, Somerset i-a scris lui Milne pe 15 decembrie:
„... în general, va fi bine să se evite cât mai mult cu putință orice operațiuni combinate la scară mare (cu excepția cazului în care flota poate fi vizată), în cadrul oricărui proiect amăgitor, cum ar fi un atac împotriva Washingtonului sau Baltimore-ului; — experiența dovedește aproape invariabil marile necazuri ale operațiunilor combinate ale armatelor țărilor diferite; iar în acest caz, avantajul inamicului de poziție defensivă va compensa cu mult mai mult alianța forțelor împotriva sa.”
Somerset se opunea atacării unor poziții puternic fortificate, iar Milne era de acord:
„Obiectivul războiului poate fi desigur considerat doar paralizarea inamicului. Adică a comerțului lui și acest comerț poate fi doar comerțul lui maritim. Nu va fi atins niciun obiectiv dacă doar forturile sunt atacate, de vreme ce punctele de vedere moderne condamnă orice distrugere a unui oraș. Dacă vasele sunt incendiate într-un port, orașul trebuie să sufere; de aceea vasele nu pot fi incendiate. Aceasta rezervă practic operațiunile împotriva vaselor pe mare. Dacă un oraș este neapărat sau apărarea este depășită, poate fi supus unui embargo și cerută o răscumpărare.”
Britanicii erau ferm convinși că dispun de superioritatea navală împotriva Uniunii. Deși vasele Uniunii depășeau numeric forțele disponibile ale lui Milne, multe dintre vasele flotei SUA erau pur și simplu corăbii comerciale transformate, iar britanicii aveau un avantaj prin numărul total de tunuri disponibile. Bourne a sugerat că acest avantaj se poate modifica în timpul războiului, de vreme ce ambele tabere se orientau către vasele cu cocă metalică. În particular, vasele britanice cu cocă metalică aveau un pescaj mai mare și nu puteau opera în apele litorale americane, lăsând blocada strânsă dependentă de corăbiile din lemn, vulnerabile la vasele americane cu cocă metalică.
Desigur, abordarea militară nu era necesară. Dacă ar fi fost totuși aleasă calea militară, Warren a ajuns la concluzia că „dominația mondială a Marii Britanii din secolele al XVII-lea și al XVIII-lea dispăruse; Marina Regală, deși mai puternică decât oricând, nu mai stăpânește mările”. Istoricul militar Russell Weigley este de acord cu analiza lui Warren și adaugă:
„Marina Regală a păstrat aparența supremației maritime, în principal datorită faptului că a existat într-un vid naval, fără vreun rival serios, cu excepția provocărilor nehotărâte și sporadice ale francezilor. În acest sens, marinei britanice i-ar fi fost dificil a-și face simțită prezența pe coasta nord-americană. Apariția puterii aburului a distrus capacitatea celor mai bune vase de război ale sale de a călători la nesfârșit în apele americane, așa cum făcuseră escadrele de blocadă în 1812. Chiar și cu o bază de primă mărime la Halifax, sau cu un posibil ajutor din porturile confederate, marina britanică ar fi aflat că este o aventură periculoasă să încerce să păstreze o poziție pe coasta SUA. Nicio flotă militară nu a acționat cu succes împotriva unui inamic suficient de puternic la distanța de porturile de origine pe care ar fi impus-o un război transatlantic flotei britanice, până când Marina SUA a luptat cu japonezii în al Doilea Război Mondial.”
Anumiți contemporani erau mai puțin optimiști cu privire la șansele de succes ale Marinei SUA în cazul unui război cu Marina Regală. Pe 5 iulie 1861, locotenentul David Dixon Porter îi scria unui vechi prieten, secretarul adjunct al Marinei, Gustavus Fox⁠(d):
„M-a îmbarcat la bordul unei goelete cu elice alaltăieri (HMS Jason) și cu singurul ei tun Armstrong (pe care unii îl consideră un insucces, dar nu și eu), ea i-ar fi putut da una celui mai mare vas din marină de să sară din cizme, sau mult mai corect spus, din pantofi, de vreme ce corăbiile nu poartă cizme. Distanța de tragere în linie dreaptă a tunului Armstrong este de 1 ½ mile, ceea ce rezolvă întrebarea, de vreme ce niciunul dintre tunurile noastre nu poate atinge această distanță nici cu cel mai mare azimut.”
În februarie 1862, ducele de Cambridge, comandantul suprem al forțelor terestre britanice, a prezentat analiza sa cu privire la reacția militară britanică la afacerea Trent:
„Nu regret deloc demonstrația, deși nu vom avea războiul care se întrevede. Va fi o lecție valoroasă pentru americani și pentru întreaga lume și va dovedi tuturor că Anglia poate și o va face, atunci când apare nevoia de face acest lucru. De asemenea, dovedește că avem un personal capabil să supravegheze detaliile unei operațiuni dificile.”

## Soluționarea conflictului (17 decembrie 1861 –14 ianuarie 1862)
Pe 17 decembrie, Adams a primit depeșa lui Seward din 30 noiembrie în care se afirma că Wilkes a acționat fără ordin. Adams i-a raportat imediat lui Russell. Russell a fost încurajat de veste, dar a amânat orice acțiune până primirea unui răspuns oficial din partea britanicilor. Nota nu a fost făcută publică, dar au fost publicate zvonuri în presă legate de intențiile Uniunii. Russell a refuzat să confirme informațiile, iar John Bright a interpelat în Parlament „Cum se face că această depeșă nu a fost vreodată publicată pentru informarea poporului acestei țări?”
În Washington, Lyons a primit răspunsul oficial și instrucțiunile sale pe 18 decembrie. În conformitate cu instrucțiunile primite, Lyons s-a întâlnit cu Seward pe 19 decembrie și a descris conținutul răspunsul britanic fără să livreze însă depeșa oficială. Lui Seward i s-a spus că britanicii aveau să respecte un răspuns oficial după o săptămână după ce Seward ar fi primit comunicarea oficială. La cererea lui Seward, Lyons i-a dat primului o copie a răspunsului oficial britanic, copie care a fost trimisă imediat lui Lincoln. Lyons la vizitat sâmbătă 21 decembrie pe Seward ca să îi transmită „ultimatumul britanic”, dar, după negocieri, cei doi au căzut de acord să amâne înmânarea oficială a actului cu încă două zile. Lyons și Seward au ajuns la o înțelegere conform căreia termenul limită de șapte zile să nu fie menționat în comunicatul oficial al guvernului britanic.
Senatorul Charles Sumner, președintele Comitetului Senatului pentru Afaceri Externe și consultant al președintelui Lincoln în domeniul relațiilor internaționale, a admis imediat că Statele Unite trebuie să îi elibereze imediat pe Mason și Slidell, dar nu a făcut nicio declarație publică în săptămânile cele mai agitate. Sumner călătorise în Anglia și coresponda în mod regulat cu numeroși activiști politici din Marea Britanie. El a primit în decembrie scrisori foarte îngrijorătoare din partea lui Richard Cobden și John Bright. Bright și Cobden descriseseră pregătirile de război ale guvernului și îndoielile larg răspândite, inclusiv ale lor, legate de legalitatea acțiunilor lui Wilkes. Ducesa de Argyll, o  apărătoare puternică a antisclavagismului în Marea Britanie, i-a scris lui Summer că arestarea ambasadorilor a fost „cel mai nebunesc act făcut vreodată și, cu excepția cazului în care guvernul [Statelor Unite] intenționează să ne forțeze să intrăm în război, absolut de neconceput.”
Sumner i-a prezentat aceste scrisori lui Lincoln, care citise doar cu puțin timp în urmă pretențiile oficiale ale britanicilor. Sumner și Lincoln s-au întâlnit zilnic în următoarea săptămână și au discutat toate aspectele unui posibil război cu Marea Britanie. Sumner a notat într-o scrisoare din 24 decembrie că existau preocupări cu privire la posibilitatea ca flota britanică să spargă blocada Uniunii și să pună bazele propriei blocade, și cu privire la recunoașterea de către Franța a Confederației și implicarea în evoluțiile din Mexic și America Latină. O altă sursă de îngrijorarea era, în cazul în care Confederația și-ar fi câștigat independență, contrabanda generalizată a produselor manufacturate în Marea Britanie prin Sud, care avea să afecteze grav producția americană. Lincoln s-a gândit că ar putea să se întâlnească direct cu Lyons și „să îi arată în cinci minute că sunt din toată inimă pentru pace”, dar Sumner l-a convins pe președinte că o asemenea întâlnire este  nepotrivită din punct de vedere diplomatic. Ambii oameni de stat au ajuns la concluzia că cea mai bună soluția părea să fie arbitrajul internațional, iar Sumner a fost invitat să participe la o ședință a cabinetului programată pentru dimineața zilei de Crăciun.
Informații pertinente din surse europene au sosit la Washington chiar la timp pentru ca să fie discutate în ședința de guvern. Adams a trimis o scrisoare pe 6 decembrie, primită la guvern pe 25 decembrie, în care acesta scria: 
„Tulburările țării sunt la un nivel înalt și o coliziune este inevitabilă dacă guvernul Statelor Unite, înainte ca știrile să ajungă la cealaltă parte, și-a asumat poziția căpitanului Wilkes într-o manieră care să împiedice posibilitatea justificării. ... Miniștrii și oamenii cred pe deplin că intenția guvernului [SUA] este să îi implice în ostilități.”
Au fost de asemenea primite în același timp două mesaje de la consulii americani din Marea Britanie. Din Manchester a sosit o veste conform căreia britanicii se înarmau „cu cea mai mare energie”, iar de la Londra a sosit un mesaj despre o „flotă puternică” care era constituită cu eforturi care se desfășurau 24 ore din 24, șapte zile din șapte. Thurlow Weed, care se mutase de la Paris la Londra ca să se asigure că scrisoarea generalului Scott este difuzată, a trimis de asemene o scrisoare prin care îl anunța pe Seward că „astfel de pregătiri prompte și gigantice nu au mai fost niciodată cunoscute”
Subminarea comerțului internațional amenința atât efortul de război al Uniunii cât și prosperitatea britanică. India Britanică era singura sursă de salpetru pentru fabricarea  prafului de pușcă al Uniunii. La doar câteva ore după ce a aflat despre incidentul Trent, Russell a hotărât să oprească exporturile de salpetru pentru SUA, iar două zile mai târziu guvernul britanic a hotărât să interzică exportul de arme, muniție, plumb și alte provizii militare. Marea Britanie era una dintre puținii furnizori de arme de „calitate superioară” pentru armata terestră a Uniunii și, între 1 mai 1861 și 31 decembrie 1862, britanicii au vândut Uniunii peste 382.500 de muschete și puști și 49.982.000 capse detonante. Istoricul Carl L. Davis a afirmat următoarele cu privire la sursa de arme al Uniunii că „Piața internă, care era formată din câteva arme de tir sportiv și câteva puști și muschete fabricate în grabă și de adesea inferioare, a fost epuizată rapid... Armele străine au devenit principala sursă de aprovizionare în primul an și jumătate de război... Armele britanice și europene au permis armatei Uniunii să înceapă campania militară mai devreme în război.”
Economia extinsă a SUA a fost lovită curând de efectele crizei Trent. Pe 16 decembrie, acțiunile cabinetului britanic au ajuns la New York: bursa de valori a avut o scădere generală, cu bonurile guvernamentale e tezaur scăzând cu 2,5%, iar rata de schimb pentru lira sterlină crescând cu două puncte, iar suspendare completă a activității părând iminentă. Pe 20 decembrie, brokerul lui Salmon P. Chase a refuzat să vândă acțiunile de la o companie de transporturi pe calea ferată datorită ajunseseră la un preț aproape de zero, și l-a informat pe proprietar că întreaga comunitate de afaceri „are încredere că veți domoli această exaltare cu Anglia: un război o dată este suficient”. După problemele de la bursa de valori a urmat un aflux de cereri pentru retragerea de numerar de la băncile din New York, fiind retrase în trei săptămâni 17.000.000$. Pe 30 decembrie, băncile au votat cu 25 la 15 voturi suspendarea plăților în numerar. Băncile din restul țării au urmat exemplul băncilor centrale în scurtă vreme, doar cele din Ohio, Indiana și Kentucky continuând să facă operațiuni cu numerar. Aceste acțiuni au lăsat Trezorerie fără bani pentru plata furnizorilor, contractorilor și soldaților. 
Deși criza avea să fie soluționată în curând, toate aceste greutăți nu au fost rezolvate: pe 10 ianuarie, Lincoln l-a întrebat pe șeful intendenței armatei, Meigs⁠(d) „Generale, ce să fac? Oamenii sunt nerăbdători; Chase nu are bani și îmi spune că nu poate să colecteze mai mulți; generalul Forțelor terestre are febră tifoidă. S-a ajuns la  fundul sacului. Ce să fac?” Trezoreria a fost obligată să emită bilete de bancă fără acoperire în aur (în forma „greenbacks” (bancnote de un dolar de culoare verde)) ca să își plătească datoriile.
Răspunsul oficial din Franța a sosit în atmosfera generală a veștilor negative. Dayton îl informase deja pe Seward cu privire la întâlnirea pe care o avusese cu Thouvenel, în care ministrul de externe francez îi spusese că acțiunile lui Wilkes erau „o încălcare clară a dreptului internațional”, dar că Franța avea să „rămână un spectator în orice război dintre Statele Unite și Anglia”. Un mesaj direct din partea lui Thouvenel a fost primit în ziua de Crăciun chiar în timpul ședinței cabinetului îndemnând Statele Unite să elibereze prizonierii și, astfel, să afirme drepturile statelor neutre pe mare, drepturi pe care Franța și Statele Unite le-au invocat în repetate rânduri împotriva poziției Marii Britanii.
Seward a pregătit până la ședința guvernului un proiect al răspunsului pe care intenționa să îl trimită britanicilor, el fiind de altfel singurul care a avut o poziție clară în această privință. Punctul său de vedere principal în dezbatere a fost că eliberarea prizonierilor este în concordanță cu poziția tradițională americană cu privire la dreptul puterilor neutrilor, iar opinia publică l-ar accepta ca atare. Atât Chase cât și procurorul general Edward Bates⁠(d) fuseseră puternic influențați de diferitele mesaje primite din Europa, iar ministrul poștei Montgomery Blair⁠(d) fusese în favoarea eliberării arestaților chiar mai înainte de convocarea ședinței de guvern. Lincoln era în favoarea unui arbitraj internațional, dar poziția sa nu a fost sprijinită de miniștrii săi, principalele obiecții fiind perioada lungă de timp necesară arbitrajului și nerăbdarea britanicilor. În cursul acestei întâlniri nu a fost luată nicio decizie și o nouă întâlnire a fost stabilită pentru ziua următoare. Lincoln a dat de înțeles că vrea să pregătească un document propriu pentru această nouă întâlnire. A doua zi, propunerea lui Seward de eliberarea a prizonierilor a fost acceptată fără opoziție. Lincoln nu și-a prezentat contraargumentele, mărturisindu-i mai târziu lui Seward că și-a dat seama că nu poate să dovedească în mod convingător netemeinicia poziției lui Seward.
Răspunsul lui Seward a fost „un document politic lung, profund politic”. Seward a afirmat că Wilkes a acționat din proprie inițiativă și a negat orice acuzație britanică cu privire la caracterul violent și lipsit de curtoazie a actului arestării. Căutarea și capturarea vasului Trent a fost condiderată în concordanță cu dreptul internațional, iar singura eroare a lui Wilkes a fost că nu a reușit să ducă vasul britanic într-un port pentru obținerea unei hotărâri judecătorești. Eliberarea prizonierilor a fost, prin urmare, necesară pentru a „să îi facem națiunii britanice doar ce am insistat noi mereu că ar fi cuvenit ca toate națiunile să ne facă nouă”. Răspunsul Seward, de fapt, a acceptat tratarea drept „contrabandă” a prizonierilor, așa cum apreciase Wilkes, și pe de altă parte a echivalat capturarea acestora cu practica britanică de  recrutare forțată în marină a cetățenilor proprii aflați la bordul vaselor națiunilor neutre. Acest răspuns conținea mai multe contradicții. Folosirea exemplului recrutării forțate implica faptul că Mason și Slidell fuseseră „recrutați” datorită statutului lor de cetățeni americani și nu al celui de „contrabandă”. În plus, răspunsul era o modificare a poziției anterioare americane asupra acestui subiect, pentru că făcea referință la un drept pe care britanicii nu îl mai exercitaseră în ultima jumătate de secol și – de vreme ce Mason și Slidell fuseseră mai degrabă luați prizonieri decât recrutați în marină – de aceea nu era relevant pentru cazul în speță. Mai mult chiar, poziția lui Seward presupunea că ar fi fost în vigoare starea de război: altfel, vasele de război ale Uniunii nu ar fi avut nici un statut legal ca aparținând unei părți beligerante cu dreptul de percheziție. Cu toate acestea, la momentul derulării afacerii Trent, Nordul nu numai că refuza să recunoască o stare de război, dar chiar a cerut guvernului britanic să-și retragă recunoașterea stării de beligeranță pentru Confederație asigurată prin Proclamația de  Neutralitate.
Lyons a fost convocat la biroul lui Seward în 27 decembrie și i-a fost prezentat răspunsul. Concentrându-se pe eliberarea prizonierilor, mai degrabă decât analiza situației făcută de Seward, Lyons a transmis mesajul și a decis să rămână la Washington până la primirea de instrucțiuni suplimentare. Veștile despre eliberarea prizonierilor au fost publicate pe 29 decembrie, iar răspunsul opiniei publice a fost în general pozitiv. Printre cei care s-au opus deciziei a fost Wilkes, care a caracterizat-o „ca o cedare și o abandonare a tuturor lucrurilor bune ... făcute de capturare [lor]”.
Mason și Slidell au fost eliberați din Fort Warren și au fost urcați la bordul unei goelete cu elice al Royal Navy,  HMS Rinaldo în portul  Provincetown⁠(d). Rinaldo i-a dus pe cei doi la St. Thomas. Pe 14 ianuarie, ambasadorii confederați au plecat la bordul vasului poștal La Plata cu destinația Southampton.  Vestea eliberării lor a ajuns în Anglia pe 8 ianuarie. Britanicii au considerat eliberarea celor doi ca pe o victorie diplomatică. Palmerston a observat că răspunsul lui Seward conține abordări ale dreptului internațional diferite de interpretările britanice, iar Russel i-a scris lui Seward un răspuns detaliat prin care îi contesta acestuia interpretările legii, în condițiile în care criza fusese depășită deja.

## Urmări
Istoricul Charles Hubbard a descris rezolvarea crizei din punctul de vedere al Confederației:
„Rezolvarea afacerii Trent a dat o lovitură grea eforturilor diplomatice ale Confederației. În primul rând, a deviat impulsul spre recunoaștere apărut în timpul verii și toamnei anului 1861. A creat un sentiment în Marea Britanie conform căruia Statele Unite era pregătite să se apere atunci când era necesar, dar își recunoștea responsabilitățile pentru conformarea la prevederile dreptului internațional. Mai mult, a generat un sentiment în Marea Britanie și în Franța conform căruia pacea ar putea fi păstrată atât timp cât europenii au menținut o neutralitate strictă în ceea ce privește beligeranții americani.”
Totuși, chestiunea recunoașterii diplomatice a Confederației a rămas activă. Ea a fost luată în considerație de-a lungul anului 1862 de către guvernele britanic și francez în cadrul contextului extinderii oficiale a unei oferte, greu de refuzat, pentru medierea în obținerea păcii. Cum războiul din America se intensifica, iar  numărul foarte ridicat al victimelor din Bătălia de la Shiloh a devenit cunoscut, motivele umanitare  al puterilor europene pentru păreau să aibă o valoare tot mai mare. Totuși, Proclamația de Emancipare anunțată în septembrie 1862 a scos în evidență faptul că problema sclaviei era acum în prim-planul războiului. La început, reacția britanică și la anunțul preliminar al Proclamației de Emancipare, în condițiile rezultatelor Bătăliei de pe Antietam, au fost că aceasta ar crea doar condițiile unei rebeliuni a sclavilor din Sud, în vreme ce războiul devenea tot mai violent. Doar în noiembrie 1862 puterile europene și-au pierdut interesul pentru o intervenție europeană în Războiul Civil American.
Istoricii acordă meritul principal pentru rezolvarea crizei lui Seward și Lincoln. Seward a fost tot timpul în favoarea predării prizonierilor. Lincoln, dându-și seama de dezastrul pe care l-ar fi produs războiul, a trebuit să rezolve problema și să potolească furia opiniei publice. Biograful James Randall a consideră contribuția lui Lincoln ca fiind decisivă, ea constând in: 
 reținerea lui, evitarea de către el a oricărei expresii vizibile de agresivitate, liniștirea de către el timpurie a atitudinii Departamentului de Stat față de Marea Britanie, deferența lui față de Seward și Sumner, nedarea în vileag a propriilor documente pregătite pentru ocazie, disponibilitatea lui să arbitreze, tăcerea lui de aur în ceea ce privește adresarea Congresului și perspicacitatea lui în recunoașterea faptului că războiului trebuie evitat, și perceperea sa clară a faptului că poate fi câștigat un punct pentru adevărata poziție a Americii în același timp în care s-a dat o satisfacție completă unei țări prietene.

## Resurse internet
- Library of Congress Memory Archive for November 8
- Harper's Weekly news magazine coverage
- Adams, Charles Francis. The Trent Affair: An Historical Retrospect. Boston: 1912. Complete text.
- People involved
- Newspaper coverage of the Trent Affair Arhivat în 26 mai 2013, la Wayback Machine.